# ميركوري غراند ماركيز
لألبوم جو ماكفي وجوني ماكليلان، انظر جراند ماركيز (ألبوم).
| 2003-2005 ميركوري جراند ماركيز ال اس | 2003-2005 ميركوري جراند ماركيز ال اس       |
| ملخص                                 | ملخص                                       |
| ------------------------------------ | ------------------------------------------ |
| الصانع                               | ميركوري (فورد)                             |
| أيضا يسمى                            | فورد جراند ماركيز (كندا والمكسيك وفنزويلا) |
| سنوات النموذج                        | 1975-2011                                  |
| الجسم والشاسيه                       |                                            |
| فصل                                  | بالحجم الكامل                              |
| منصة                                 | منصة فورد بانثر                            |
| التسلسل الزمني                       |                                            |
| السلف                                | ميركوري ماركيز                             |

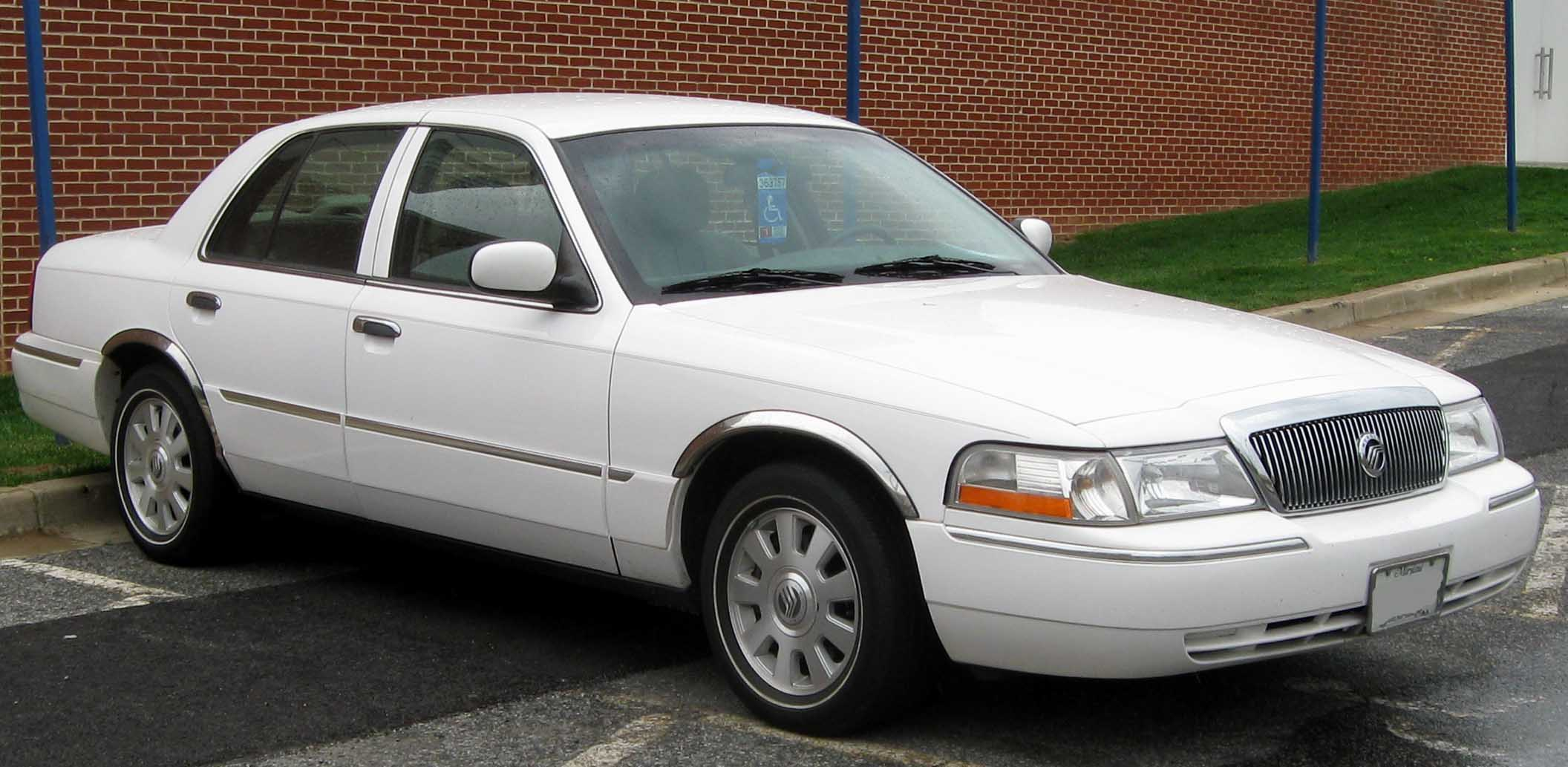

ميركوري غراند ماركيز سيارة ذات حجم كامل ومحرك ذو 8اسطوانات. سيارة تعتبر رمزا من رموز الصانع الأمريكي فورد كيف لا وهي تحتفظ ببصمات الجمال الأمريكي لهذة السيارة خطوط لاتخرج عنها منذ اليوم الأول لصناعتها إلى حين ايقافها وهي الشبك الكرومي ذو القضبان العمودية والنقوش الخشبية كثيرة العقد.
اما بالنسبة للصناعة. فمنذ إنتاجها إلى عام 1986 وهي تنتج وتصنع داخل الأراضي الأمريكية. وابتداء من عام 1987 أصبحت تصنع في كندا إلى حين ايقافها ولكن ذلك لم يغير شيئاً في الجودة أو حتى أفكار التصاميم. توقف تصنيعها عام 2011.

## نبذة
ميركوري جراند ماركيز Mercury Grand Marquis هي السيارة التي تم بيعها من قبل قسم ميركوري في شركة فورد موتور من 1975 إلى 2011. من 1975 إلى 1982، كان الطراز المتميز لخط ميركوري ماركيز لسيارات السيدان كاملة الحجم، وأصبح خط طراز مستقل في 1983. في عامي 2003 و2004، تم بيعها جنباً إلى جنب مع إحياء ميركوري مارودر.
من عام 1979 حتى توقف عام 2011، شاركت غراند ماركيز منصة باثنر ذات الدفع الخلفي مع لينكولن تاون كار وفورد كراون فيكتوريا المحدودة. لمدة 31 عاماً، كان غراند ماركيز وكراون فيكتوريا توأمان متطابقين وظيفياً، تم بناؤهما معاً على نفس خط التجميع في كندا مع تصميم بسيط فقط يفصل بينهما. تم إنتاج غراند ماركيز عبر ثلاثة أجيال، وقد تم تقديمها بشكل حصري تقريباً كسيارة سيدان بأربعة أبواب؛ تم تسويق سيارة سيدان ذات بابين من عام 1975 إلى عام 1986. ومن عام 1983 إلى عام 1991، اشتمل خط الطراز على عربة ستيشن واغن ميركوري كولوني بارك المزخرفة بالخشب.
أثناء إنتاجها، تم تصنيع جراند ماركيز في منشأتين إلى جانب كراون فيكتوريا المحدودة وميركوري ماركيز: مصنع سانت لويس للتجميع في هازلود، ميسوري (1979-1985) ومصنع مصنع سانت توماس التجميعي في ساوثوولد، أونتاريو، كندا (1986-2011).
بينما تم الإعلان عن وقف ماركة ميركوري خلال عام 2010، أنتجت ميركوري إصداراً محدوداً من سيارات 2011. في 4 يناير 2011، خرجت غراند ماركيز من خط التجميع، لتصبح آخر مركبة ميركوري تم إنتاجها على الإطلاق.

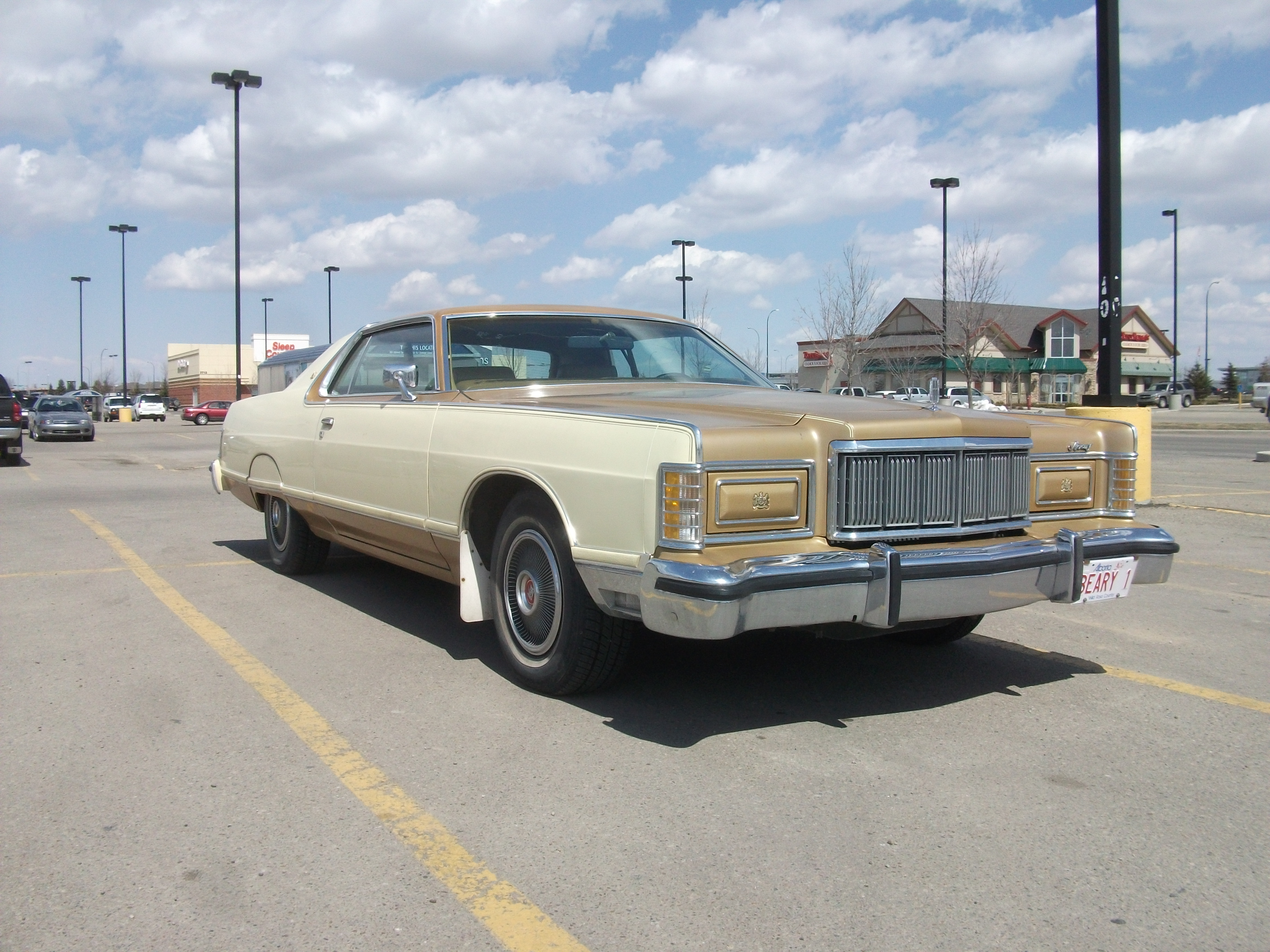

| 1975-1978                            | 1975-1978 |
| ------------------------------------ | --- |
| 1975-1978 ميركوري جراند ماركيز 2 باب | |
| ملخص                                 | |
| سنوات النموذج                        | 1975-1978 |
| المجسم                               | هازلوود، ميسوري (مصنع سانت لويس للتجميع)بيكو ريفيرا، كاليفورنيا (لوس أنجلوس)هابفيل، جورجيا (أتلانتا)                                                 |
| الجسم والشاسيه                       | |
| فصل                                  | سيارة بالحجم الكامل |
| نمط الجسم                            | سقف صلب ببابين (1975-1978)سيدان ببابين (1979-1982)سقف صلب بأربعة أبواب (1975-1978)سيدان بأربعة أبواب (1979-1982)عربة ستايشن واجن 5 أبواب (1979-1982) |
| تخطيط                                | تخطيط FR (جسم على إطار) |
| منصة                                 | فورد بالحجم الكامل (1975-1978)منصة فورد بانثر (1979-1982)                                                                                            |
| متعلق ب                              | ميركوري كولوني باركفورد المحدودةفورد كونتري سكويرلينكولن كونتيننتال                                                                                  |
| التسلسل الزمني                       | |
| السلف                                | ميركوري ماركيز |
| خليفة                                | ميركوري جراند ماركيز (1983-1991) |

## 1975-1978
بالنسبة لعام 1967، طرحت ميركوري خط طراز ماركيز، وقدمتها كنظير ميركوري لشركة فورد المحدودة. من عام 1967 إلى عام 1968، كان ماركيز نسخة ذات بابين من طراز ميركوري مونتيري.
بالنسبة لعام 1969، أعادت ميركوري تشكيل مجموعة طرازاتها كاملة الحجم. بينما تم توسيع الماركيز إلى مجموعة طرازات كاملة، تم إيقاف إنتاج مونتكلير وبارك لين، مع اعتماد ماركيز تقليم بروغام في بارك لين؛ تم دمج عربة محطة كولوني بارك في خط مونتيري. استبدال أس-55، تم إحياء مورادور  كنوع من طراز فاستباك من ماركيز من، واستمر حتى عام 1970.
في عام 1974، ظهرت لوحة غراند ماركيز لأول مرة، حيث تم تقديمها كحزمة زينة داخلية لماركيز بروجهام. بالإضافة إلى عجلة القيادة المزخرفة بالخشب، تم تجهيز المقصورة بمقاعد جلديّة من الجلد والقطيفة.
في عام 1975، أوقف ميركوري مونتيري (لوحة تحمل اسم عطارد منذ عام 1950)، وأصبح ماركيز هو خط إنتاج ميركوري بالحجم الكامل. لتوسيع نطاق طرازها بالحجم الكامل لأعلى، أصبح غراند ماركيز أعلى طراز ماركيز، تم وضعه فوق بروغهام.
من خلال سد فجوة السعر والمحتوى بين ماركيز بروجهام ولينكولن كونتيننتال، أعطت جراند ماركيز ميركوري فرصة للتنافس ضد بويك إلكترا 225 وأولدزموبيل ناينتي إيت وكرايسلر نيويوركر بروجهام. تم تجهيز غراند ماركيز بـ 460 V8؛ تم تقديم مكابح قرصية للعجلات الأربع كخيار.
في عام 1976، من أجل الاقتصاد في استهلاك الوقود، أصبح محرك V8 سعة 400 بوصة مكعبة قياسياً حتى عام 1977، مع 351 بوصة مكعبة V8 أصبح معياراً لعام 1978، باستثناء كاليفورنيا حيث كان محرك V8 400 قياسياً.  بقي 460 متاحاً كخيار. بالنسبة لهذا الجيل، كانت الموديلات ذات الأبواب الأربعة عبارة عن سيارات سيدان رفيعة الأعمدة، بزجاج باب بدون إطار ولكن عمود بي ثابت رفيع بين الأبواب. احتفظت الكوبيه بهيكل السقف الصلب من سيارات ما قبل عام 1975 ولكن كان لها نوافذ خلفية ثابتة.
بالنسبة لعام 1979، حيث قامت فورد وميركوري بتقليص حجم خطوطها كاملة الحجم، عادت غراند ماركيز، واكتسبت مساحة داخلية على سابقتها عام 1978.

في عام 1980، قدمت فورد سيارة كراون فيكتوريا المحدودة كأول نظير مباشر لسيارة غراند ماركيز.

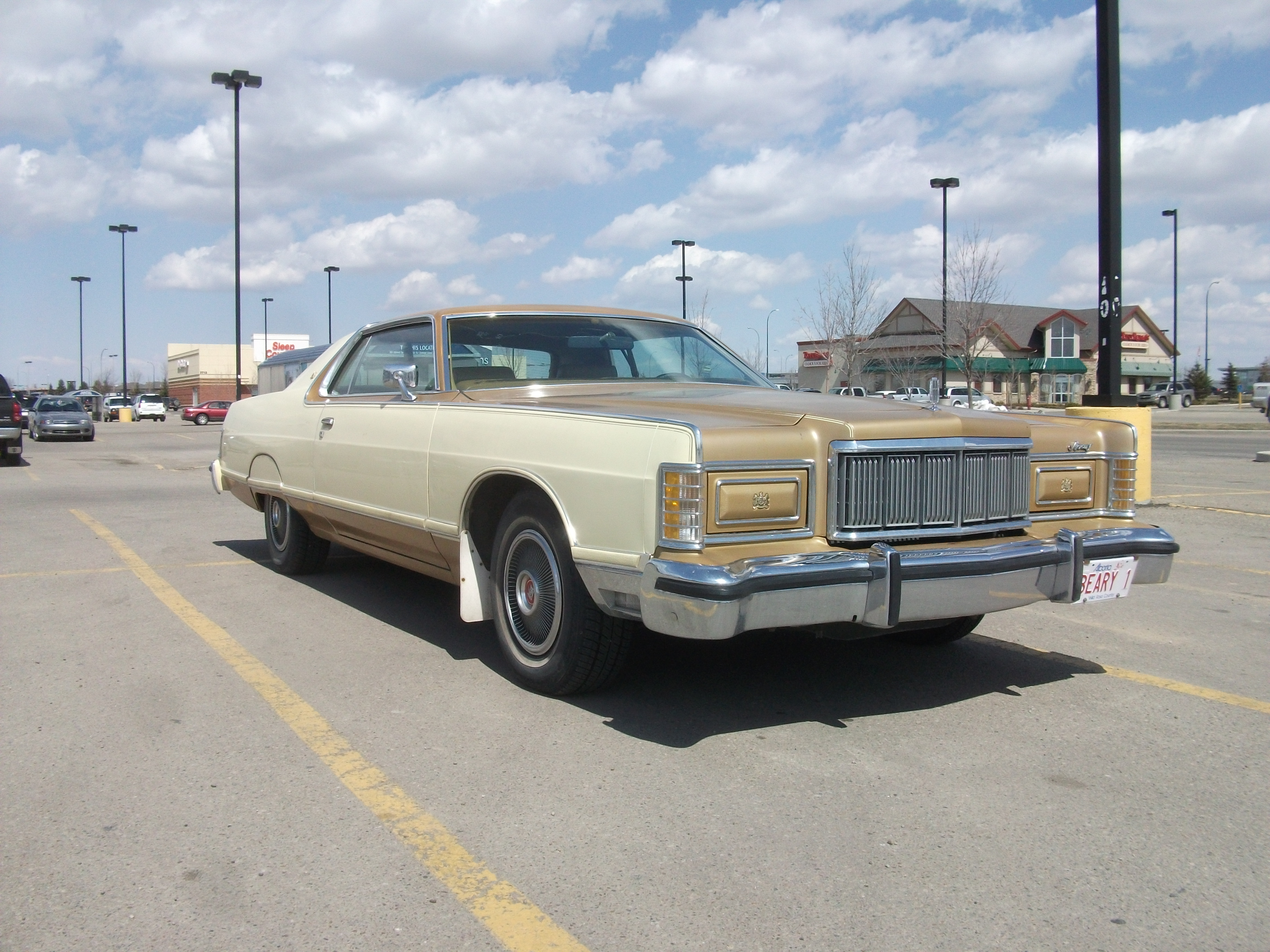
ميركوري غراند 2 باب 1975 - 1978
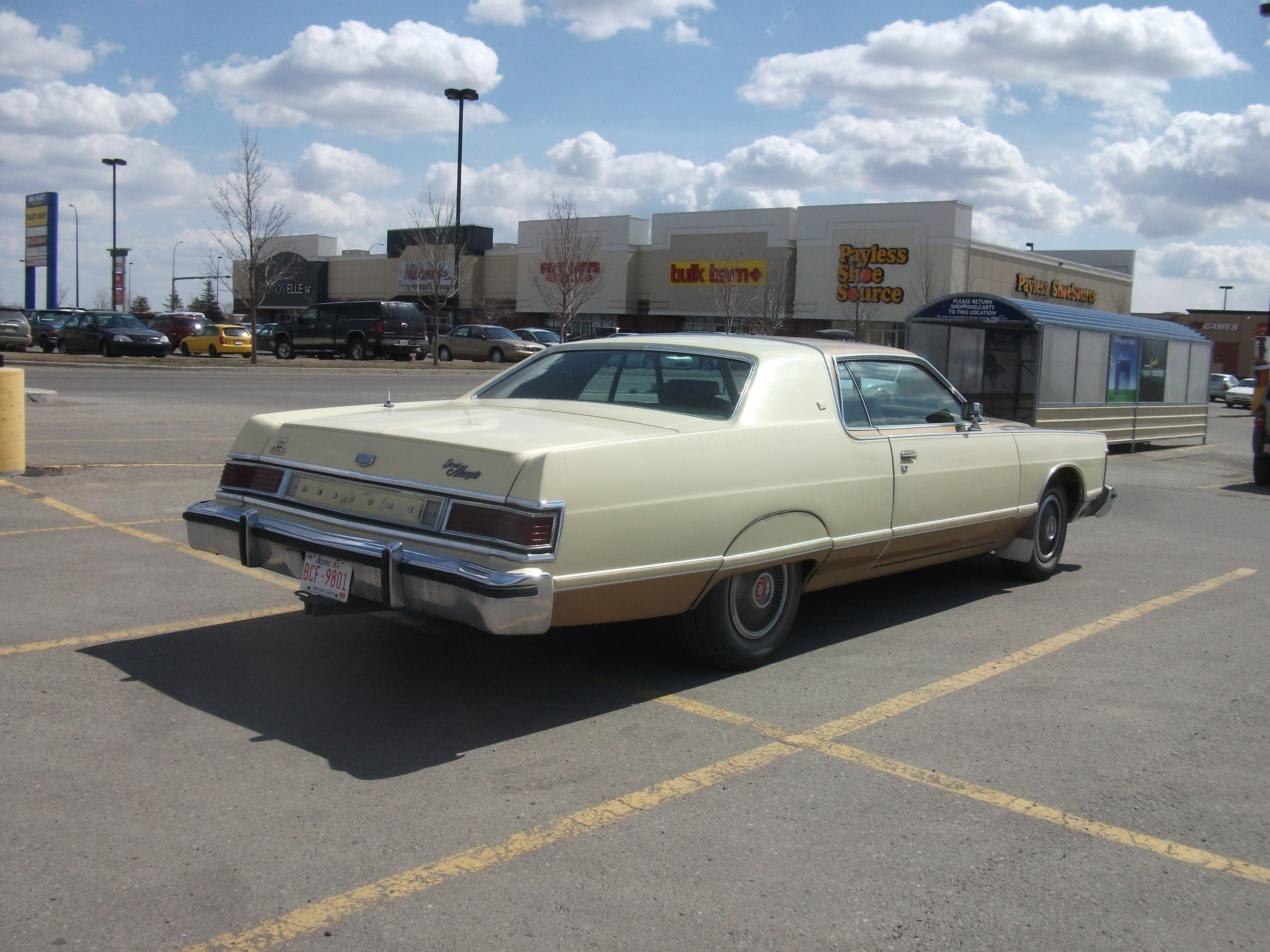
ميركوري غراند 2 باب 1975 - 1978
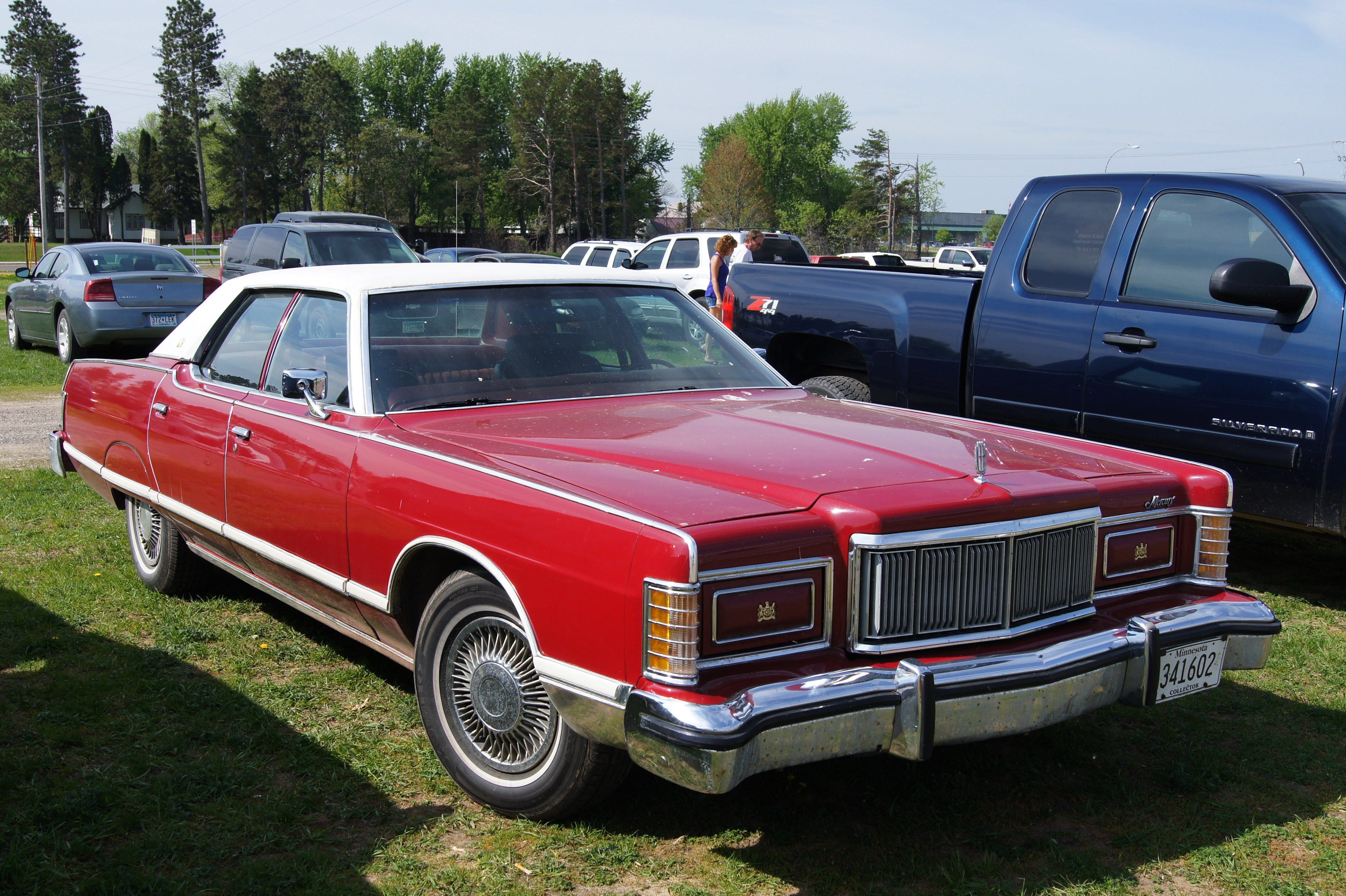
1977 ميركوري جراند ماركيز بأربعة أبواب
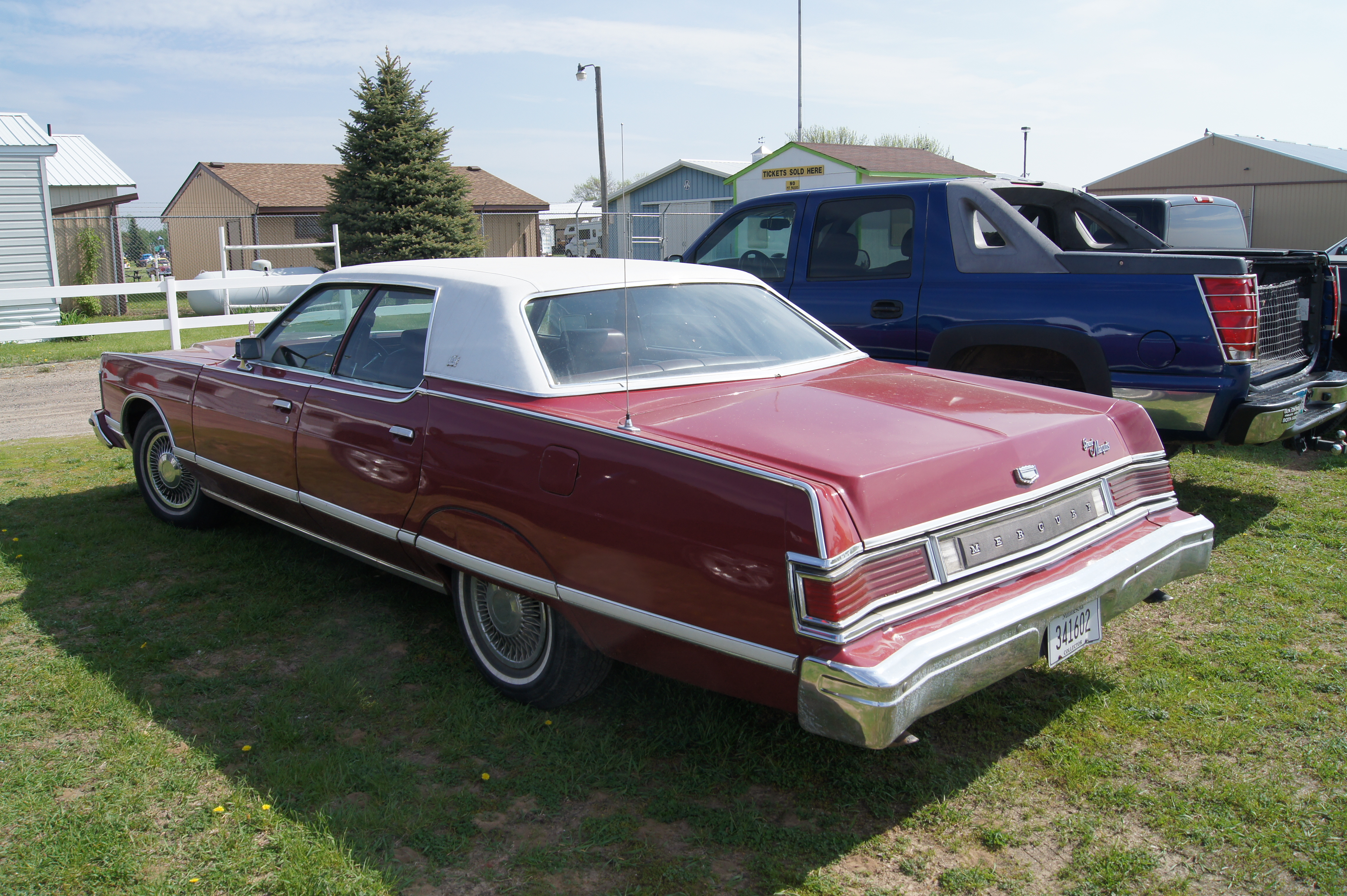
1977 ميركوري جراند ماركيز بأربعة أبواب
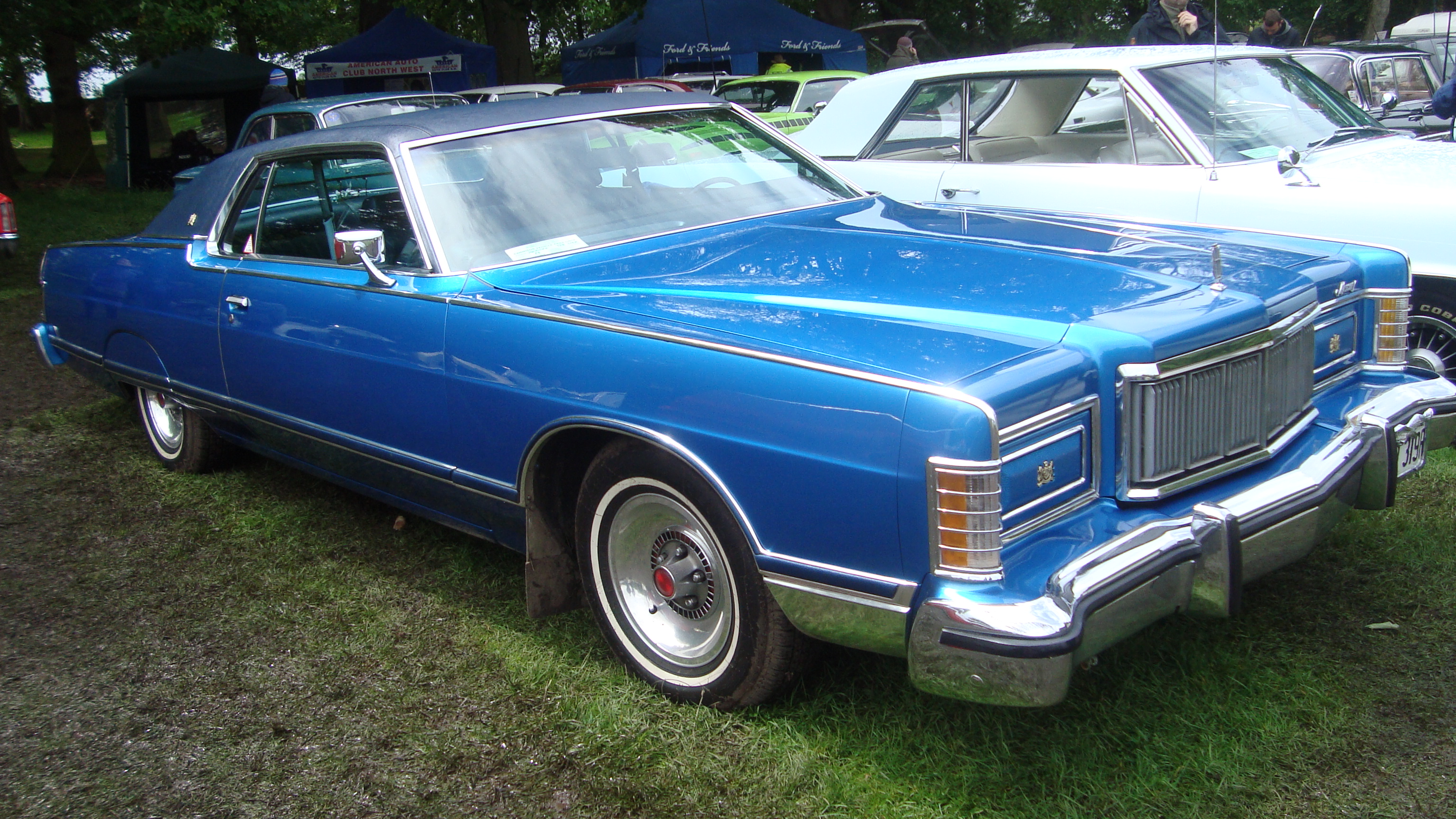
1978 ميركوري جراند ماركيز ببابين
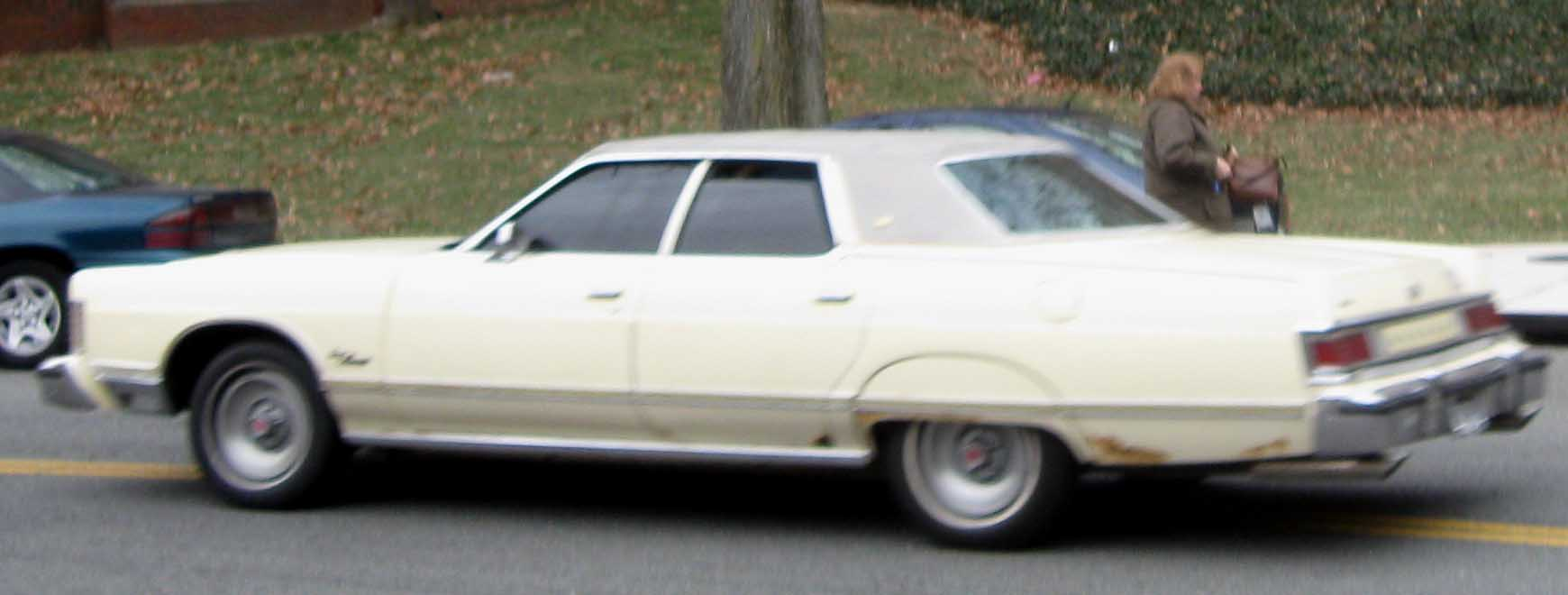
1978 ميركوري جراند ماركيز 4 أبواب

| 1983 ميركوري جراند ماركيز أل أس كوبيه | 1983 ميركوري جراند ماركيز أل أس كوبيه |
| ملخص                                  | ملخص |
| ------------------------------------- | --- |
| أيضا يسمى                             | فورد كونكيستادور (فنزويلا، 1984-1989)فورد جراند ماركيز (المكسيك، 1982-1984)                                                                     |
| سنوات النموذج                         | 1979-1991أنتج 987818 |
| المجسم                                | كندا: سانت توماس، أونتاريو (سانت توماس)الولايات المتحدة: هازلوود، ميزوري (مصنع سانت لويس)فنزويلا: برشلونة، أنزواتيجويالمكسيك: مجموعة كولوتيتلان |
| الجسم والشاسيه                        | |
| نمط الجسم                             | عربة ستايشن واغن ذات بابين كوبيه و4 أبواب سيدان و5 أبواب                                                                                        |
| متعلق ب                               | ميركوري كولوني باركفورد المحدودة كراون فيكتوريافورد كانتري سكويرلينكولن تاون كارلينكولن كونتيننتال                                              |
| مجموعة نقل الحركة                     | |
| توصيل                                 | 4 سرعات أي أو دي أوتوماتيكي |
| أبعاد                                 | |
| قاعدة العجلات                         | 114.3 بوصة (2903 مم) |
| طول                                   | 213.5 بوصة (5423 مم) |
| عرض                                   | 77.5 بوصة (1968 مم) |
| ارتفاع                                | 55.4 بوصة (1407 ملم) |

## الجيل الأول (1979-1991)
بالنسبة لعام 1979، قامت ميركوري بتقليص حجم خط الطراز بالحجم الكامل لأول مرة، مع عودة جراند ماركيز كنموذج متميز لمجموعة طرازات ميركوري ماركيز. أقصر بسبعة عشر بوصة وأخف وزناً بحوالي 1000 رطل (يعتمد على مجموعة نقل الحركة) من سابقتها عام 1978. في حين أن بصمتها الخارجية تتطابق بشكل وثيق مع طراز كوغار (مونتيجو) السيدان المتوسطة، شهدت جراند ماركيز 1979 مكاسب في المساحة الداخلية والأمتعة.
خلال أوائل الثمانينيات، خضعت جميع أقسام فورد الثلاثة لمراجعة جوهرية لنطاقات طرازاتها كاملة الحجم ومتوسطة الحجم. داخل ميركوري، لعام 1983، تم إعادة تغليف منصة فوكس متوسطة الحجم باسم ماركيز، مع إنتاج طراز كوغر الجديد كلياً ككوبيه ببابين فقط (تم إيقاف زفير واستبداله بمحرك توباز ذو الدفع الأمامي). ترك غراند ماركيز باعتباره الزئبق بالحجم الكامل الوحيد؛ لأول مرة منذ عام 1951، أنتج القسم لوحة واحدة لسيارة السيدان (بجانب عربة محطة كولوني بارك).
أثناء إنتاجها، تم تسويق الجيل الأول من غراند ماركيز مقابل بويك إلكترا وأولدزموبيل 98 وكرايسلر نيويوركر (وأفينيو الخامس) من حيث الحجم والسعر؛ بحلول عام 1991، ستكون السيارة الأخيرة في فئتها التي يتم إنتاجها بتصميم دفع خلفي ومحرك V8.

### مواصفات الشاسيه
تم بناء الجيل الأول من غراند ماركيز على منصة فورد بانثر ذات الدفع الخلفي. في حين أن سيارات السيدان فورد وميركوري تشتركان في أسس هيكلية مشتركة منذ عام 1961، كان هيكل بانثر يمثل المرة الأولى التي يتشارك فيها خطان النموذجان في قاعدة عجلات مشتركة (114.3 بوصة، تم تقليص حجمها من 124 بوصة).
على الرغم من انخفاض حجمها، إلا أن غراند ماركيز ستحتفظ بتصميم التعليق الأساسي لسلفها، مع تعليق المحور الخلفي الحي وتعليق أمامي مستقل مزدوج، مع نوابض لولبية في جميع العجلات الأربع. في عام 1985، تم توحيد ماصات الصدمات المشحونة بالغاز لخط النموذج، مع تقديم تعليق هوائي خلفي لتسوية الحمل كخيار. تم تجهيز غراند ماركيز بمكابح قرصية أمامية ومكابح أسطوانية خلفية.
لعام 1986، عادت عجلات مقاس 15 بوصة كمعدات قياسية (بعد أن كانت خياراً منذ عام 1979).

### مجموعة نقل الحركة
نظراً لأن غراند ماركيز أصبح خطاً نموذيًا متميزاً لعام 1983، فقد خضعت مجموعة نقل الحركة الخاصة بها لعدة مراجعات. تم إيقاف محرك V8 القياسي بسعة 4.2 لتر، مع محرك V8 محقون بالوقود بقوة 130 حصاناً (تم تقريبه إلى 5.0 لتر بواسطة فورد) ليصبح المحرك الوحيد. تمت مشاركته مع لينكولن تاون كار وكراون فيكتوريا المحدودة ، في عام 1986، اعتمد محرك V8 سعة 5.0 لترات حقن الوقود متعدد المنافذ مع مشعب سحب علوي من الألمنيوم المصبوب، مما أدى إلى زيادة القدرة الإنتاجية إلى 150 حصان.
كخيار، استعاد محرك V8 بقوة ١٨٠ حصاناً بقوة ٥.٨ لتر، سيارة غراند ماركيز؛  بالاشتراك مع سيارات شرطة / أسطول فورد، كان محرك V8 سعة 5.8 لتر هو آخر محرك مكربن تم بيعه في أمريكا الشمالية من قبل شركة فورد في وقت توقف إنتاجها عام 1991.
تم إقران كل من محركي V8 سعة 5.0 لتر و5.8 لتر مع ناقل حركة أوتوماتيكي AOD بأربع سرعات.

### الجسم
تم تقديم الجيل الأول من غراند ماركيز من قبل ميركوري فقط كسيارة سيدان، بتكوينات ببابين وأربعة أبواب. لعام 1983 فقط، تم تقديم غراند ماركيز كسيارة ستيشن (فعلياً منتزه كولوني بدون تقليم من الحبوب الخشبية)؛ من عام 1984 فصاعداً، كانت جميع سيارات ميركوري كبيرة الحجم عبارة عن منتزهات مستعمرة. بينما كان تصميم الجيل الأول من غراند ماركيز متطابقاً تقريباً مع كراون فكتوريا المحدودة، كان أطول بثلاث بوصات من نظيره في فورد؛ إلى جانب الأبواب والنوافذ الأمامية والخلفية، تتم مشاركة المصدات من الخارج فقط بين خطي الطراز.
بعد عام 1987، تم إيقاف إنتاج غراند ماركيز ذات البابين؛ تم إنتاج 4904 فقط.

### الخارج
على النقيض من الشريط المصنوع من الفولاذ المقاوم للصدأ المحيط بالدعامات B لـكراون فيكتوريا المحدودة، تم تقديم غراند ماركيز مع تكوينات متعددة للأسقف المصنوعة من الفينيل، ومشاركة «مصابيح الحافلة» بي بيلر للينكولن تاون كار.
إلى جانب السقف القياسي نصف الطول من الفينيل، تم تقديم سقف كامل الطول، عرض أل أس خياراً إضافياً «لسقف رسمي»، مُجهز بنافذة خلفية «فرنسية». تم تصميم غراند ماركيز بواجهة خلفية مختلفة، باستخدام مصابيح خلفية كاملة العرض (مفصولة بلوحة الترخيص). أثناء إنتاجه، خضع الجيل الأول من غراند ماركيز لتغييرات طفيفة.
لعام 1982، تمت إزالة فتحات التهوية المحاكاة من المصدات الأمامية.
لعام 1983، عندما أصبحت جراند ماركيز خطاً مميزاً للطراز، تمت إعادة تصميم الشبك الأمامي والمصابيح الخلفية.
لعام 1985، وبغية خفض تكاليف الإنتاج، تم حذف الشعارات حقن الوقود الإلكتروني و«زيادة السرعة التلقائية» (كلاهما أصبحا من السمات القياسية)
لعام 1986، تم تقديم CHMSL (ضوء الفرامل المركزي).
لعام 1988، خضعت غراند ماركيز لمراجعة منتصف الدورة، مع إعادة تصميم الواجهات الأمامية والخلفية، مما أدى إلى دمج المصدات بشكل أفضل في هيكل السيارة. لتوفير الوزن، تم استبدال مصدات الصلب بالألمنيوم.

### الداخل
من 1979 إلى 1991، تم تقديم غراند ماركيز سيدان فقط كسيارة سيدان بستة ركاب مع مقعد أمامي. بينما تشبه إلى حد كبير نظيرتها في فورد، تم تقليم لوحة القيادة في غراند ماركيز بالفولاذ المقاوم للصدأ المصقول. بدلاً من عداد السرعة الأفقي، تم تجهيز غراند ماركيز بقرنين مربعين لمقياس الوقود، وأضواء التحذير، وعداد السرعة.
في عام 1985، خضعت لوحة العدادات لعدة مراجعات. إلى جانب اعتماد وحدة راديو دي اي ان أحادية (تم إدخالها على مراحل في جميع سيارات فورد) تم إيقاف مشغل الكاسيت ذي المسار الثامن وخيارات الراديو سي بي؛ تحول التحكم في البوق من ساق إشارة الانعطاف إلى عجلة القيادة.
في عام 1988، تم تحديث المقصورة الداخلية بمقاعد جديدة تماماً (تتميز بمساند رأس أطول) ولوحة عدادات محدثة (مع المزيد من القطع الخشبية والمقاييس المنقحة). تلقى غراند ماركيز إل أس خيارات بما في ذلك نظام ستيريو أي أم وأف أم بستة مكبرات صوت من جي بي أل (بهوائي طاقة) وزجاج أمامي مُدفأ يسمى «غير واضح».
في عام 1990، خضع الداخل لمراجعة رئيسية ثانية. للامتثال لقواعد التقييد السلبي، تم تزويد غراند ماركيز بوسادة هوائية بجانب السائق؛ تلقت المقاعد الخلفية الخارجية أحزمة أمان ثلاثية النقاط. بالتزامن مع إضافة الوسادة الهوائية، قام عمود توجيه جديد بتوحيد إشارة الانعطاف وأدوات التحكم في مساحة الزجاج الأمامي على ساق واحدة؛ أصبح التوجيه المائل معياراً.
أعيد تصميم لوحة القيادة بالكامل، واستخدمت عداد السرعة الأفقي الذي استخدمته شركة فورد (باستخدام خلفية فضية)؛ لأول مرة، تم تضمين مقياس درجة حرارة بجانب مقياس الوقود.

### التجديد
من عام 1979 إلى عام 1982، عاد غراند ماركيز كنموذج فرعي لخط طراز ميركوري ماركيز. تم تسويقها على أنها لوحة اسم ميركوري الرئيسية، تنافس غراند ماركيز ضد بويك إلكترا وأولدزموبيل 98 وكرايسلر نيويوركر (ونيويوركر أفينيو الخامس).
لعام 1983، تم توسيع غراند ماركيز إلى تقليم قياسي غير مسمى وأل أس عالية القطع. الأول استبدل بشكل فعال ماركيز بروجهام (تم اعتماد لوحة بروهام من قبل ماركيز متوسط الحجم) وكان الأخير عبارة عن تسمية متقنة تم تبنيها عبر خط طراز ميركوري خلال الثمانينيات.
كجزء من تحديث طراز عام 1988، أصبح غراند ماركيز ذو الحواف القياسية هو جي سي (بما يتماشى مع توباز وسابل). خضعت شارة خط النموذج لمراجعة، حيث تم استبدال حروف النص المستخدمة منذ تقديمه في عام 1975 بحروف على شكل كتلة (بأسلوب السمور والتوباز والتتبع)؛ تم استبدال زخرفة غطاء المحرك على طراز لينكولن بإصدار يحمل شارة ميركوري «فلاينغ إم»، والتي تمت إضافتها إلى غطاء صندوق السيارة والعجلات.

### المحركات
| اسم المحرك                | السنوات المتاحة | إعدادات                         | قوة حصان | عزم الدوران | توصيل                                       |
| ------------------------- | --------------- | ------------------------------- | --- | --- | ------------------------------------------- |
| فورد 5.0 لتر ويندسور في 8 | 1983-1991       | 4.9 لتر (302 قدم مكعب) OHV V8.0 | 130 حصان (97 كيلوواط، 132 حصان) (1983) 140 حصان (104 كيلوواط، 142 حصان) (1984-1985، الولايات المتحدة) 155 حصان (116 كيلوواط، 157 حصان) (1984-1985، كندا) 150 حصان (112 كيلوواط، 152 حصان) (1986-1991) | 240 رطل قدم (330 نيوتن متر) (1983) 250 رطل قدم (340 نيوتن متر) (1984-1985 الولايات المتحدة) 265 رطل قدم (359 نيوتن متر) (1984-1985 كندا) 270 lرطل قدم (370 نيوتن متر) (1986-1991) | فورد أي أو دي 4 سرعات أوفردرايف أوتوماتيكية |
| فورد وندسور V8            | 1986-1991       | 5.8 لتر (351 متر مكعب) OHV V8.0 | 180 حصان (134 كيلوواط، 182 حصان) | 285 رطل قدم (386 نيوتن متر) | فورد أي أو دي 4 سرعات أوفردرايف أوتوماتيكية |

- 1983-1987 جراند ماركيز ال اس
- 1988-1989 جراند ماركيز جي إس
- 1988-1989 جراند ماركيز جي إس
- 1988-1989 جراند ماركيز جي إس
- 1988-1989 جراند ماركيز واغنو
- 1988-1989 جراند ماركيز سيدان

### الإنتاج

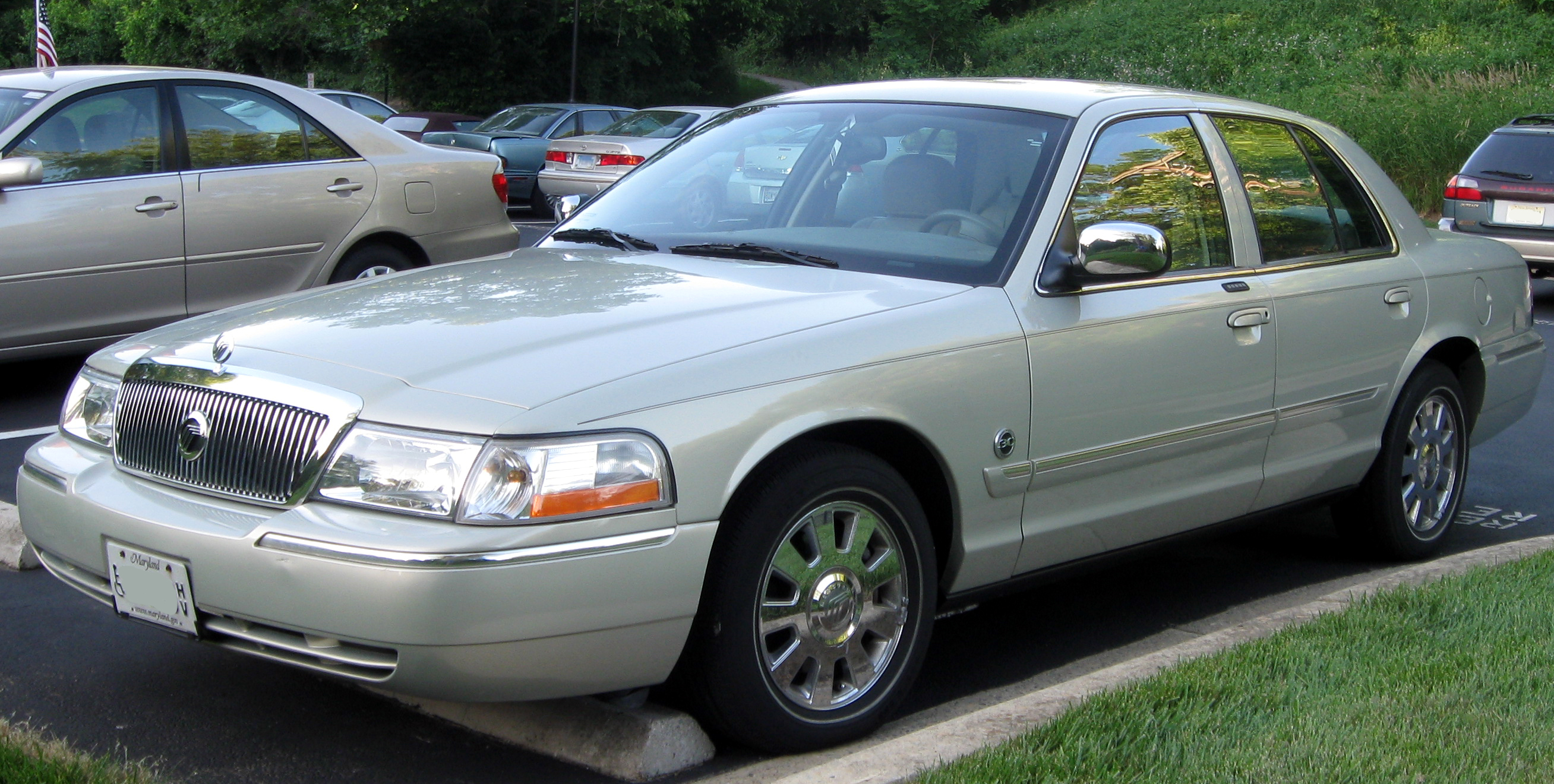

| السنة   | 1983  | 1984    | 1985   | 1986  | 1987   | 1988    | 1989   | 1990  | 1991  | إجمالي الإنتاج |
| الوحدات | 95718 | 131,396 | 147139 | 98929 | 120503 | 111,611 | 130248 | 72945 | 79329 | 988718         |
| ------- | ----- | ------- | ------ | ----- | ------ | ------- | ------ | ----- | ----- | -------------- |

| الجيل الثاني (إي إن 53) | الجيل الثاني (إي إن 53)                                                     |
| 1994 جراند ماركيز ال اس | 1994 جراند ماركيز ال اس                                                     |
| ملخص                    | ملخص                                                                        |
| ----------------------- | --------------------------------------------------------------------------- |
| أيضا يسمى               | فورد جراند ماركيز (المكسيك)                                                 |
| إنتاج                   | ١٤ يناير ١٩٩١- أكتوبر ١٩٩٧                                                  |
| سنوات النموذج           | 1992-1997                                                                   |
| المجسم                  | كندا: سانت توماس، أونتاريو (مجموعة سانت توماس)                              |
| الجسم والشاسيه          |                                                                             |
| نمط الجسم               | سيدان 4 أبواب                                                               |
| متعلق ب                 | فورد كراون فيكتوريا                                                         |
| مجموعة نقل الحركة       |                                                                             |
| محرك                    | 4.6 لتر وحدات V8                                                            |
| توصيل                   | 4 سرعات أي أو دي أوتوماتيكي4 سرعات AOD-E أوتوماتيكي4 سرعات 4R70W أوتوماتيكي |
| أبعاد                   |                                                                             |
| قاعدة العجلات           | 114.4 بوصة (2906 ملم)                                                       |
| طول                     | 212.4 بوصة (5395 ملم) (1992-94)211.8 بوصة (5380 ملم) (1995-1997)            |
| عرض                     | 77.8 بوصة (1,976 ملم) (1992–94)78.0 بوصة (1,981 ملم) (1995–97)              |
| ارتفاع                  | 56.8 بوصة (1443 ملم)                                                        |

## الجيل الثاني (1992-1997)
تم كشف النقاب عنها في 28 نوفمبر 1990، لطراز عام 1992، خضعت كل من سيارات فورد وميركوري بانثر ذات المنصة لتغييرات واسعة النطاق منذ طرحها في عام 1979. بينما تم الاحتفاظ بالهيكل، كان الهيكل جديداً تماماً من الألف إلى الياء. بعد ثلاثة عشر عاماً من طرحها في السوق، كانت سيارات السيدان كاملة الحجم من ميركوري وفورد تكافح ضد منافسة أكثر حداثة. بالإضافة إلى ذلك، كنتيجة غير مقصودة لسنوات من هندسة الشارات، تم ترك غراند ماركيز ونظيرتها المحدودة كراون فيكتوريا توأمين متطابقين افتراضياً. 
ي استراحة كبيرة عن السابقة، تم السماح لسيارات غراند ماركيز وفورد كراون فيكتوريا (لم تعد من الطرازات المحدودة) بأجسام مختلفة تماماً؛ الأجزاء الوحيدة المشتركة بصرياً هي الأبواب الأمامية والزجاج الأمامي. بدأ التطوير في أوائل عام 1987، بموافقة التصميم في عام 1988، وبدء 14 يناير 1991 في الإنتاج، ومقدمة في 21 مارس 1991.
تماشياً مع باقي سيارات شركة فورد للسيارات المباعة في أمريكا الشمالية، لعبت الديناميكا الهوائية والاقتصاد في استهلاك الوقود دوراً كبيراً في تصميم غراند ماركيز الجديدة.  
على عكس كراون فكتوريا المحدودة، التي اتبعت موضوعات تصميم فورد توروس، فإن غراند ماركيز ستجمع بين التصميم المعاصر وميزات التصميم التقليدية التي تظهر في سيارات السيدان كاملة الحجم مثل المصابيح الخلفية كاملة العرض، وخط السقف الرسمي، وشبكة شلال الكروم. في أشكال مختلفة، أصبحت شبكة شلال الكروم ميزة تصميم مميزة عبر خط إنتاج ميركوري من أواخر التسعينيات فصاعداً.
كجزء من إعادة التصميم، سعت شركة فورد إلى الحصول على نوع جديد من المشترين لسيارتها سيدان ميركوري كاملة الحجم. بدلاً من المشترين الأكبر سناً الذين اشتروها تقليدياً، تم تسويق غراند ماركيز 1992 للمشترين الأصغر سناً الذين يحتاجون إلى سيارة أكبر من سيارة فورد توروس/ ميركوري سابل. على هذا النحو، تم إيقاف مصابيح الأوبرا وأعلى الفينيل المبطن (أصبح الأخير خياراً مثبتاً لدى الوكيل) وتم استبدال أغطية عجلات الأسلاك المقلدة بعجلات من سبائك الألومنيوم.
تم إجراء تنقيحات على نظام التعليق والتوجيه لتحسين كل من الركوب والتعامل. لتحسين التوقف، استبدلت الفرامل القرصية للعجلات الأربع فرامل الأسطوانة الخلفية، مع نظام أي بي أس الاختياري؛ كان التحكم في الجر متاحاً كخيار.
كما هو الحال مع طرازات 1988-1991، كان غراند ماركيز متاحاً في طرازات جي سي ذات القاعدة الأساسية وطرازات إل سي الفاخرة. تتميز طرازات إل سي بمصابيح الانعطاف الأمامية. من عام 1992 فصاعداً، تم إنتاج غراند ماركيز فقط كسيارة سيدان بأربعة أبواب، حيث تم إيقاف إنتاج عربة محطة كولوني بارك. أصبح نظام الدخول بدون مفتاح من فورد اختيارياً في الحزم المنخفضة، ومعياراً في مجموعات القطع العلوية.

### التغييرات من سنة إلى أخرى
1992: تم تقديم الجيل الثاني من غراند ماركيز في معرض أمريكا الشمالية الدولي للسيارات في 11 يناير 1991 بعد إزاحة الستار عن 28 نوفمبر 1990. تم إطلاقه في 21 مارس 1991 كنموذج أوائل عام 1992. تأتي جميع الطرازات مزودة بوسادة هوائية قياسية بجانب السائق مع وسادة هوائية اختيارية من جانب الراكب.
1993: أصبحت الوسائد الهوائية المزدوجة من المعدات القياسية في جميع الطرازات. أعيد تصميم أجهزة الراديو بتخطيط تحكم جديد.
1994: زيادة الحماية من تأثير الباب الجانبي. تم تغيير المبرد A / C من آر-12 إلى آر-134a.
1995: إعادة تصميم منتصف الدورة. يتميز التزيين الخارجي باستخدام متزايد للطلاء بلون الهيكل وتقليل الكروم. في المقدمة، يتم دمج الشبكة المستديرة الأكبر حجماً بشكل أفضل في الهيكل، بينما يتم تغيير جميع المصابيح الأمامية إلى عدسات شفافة. لوحة الترخيص مركزة الآن بين المصابيح الخلفية. على غطاء صندوق الأمتعة، تظهر حروف ميركوري وغراند ماركيز بالخط المائل وتصغير الحجم. في الداخل، يتلقى جزء كبير من المقصورة الداخلية تحديثاً، مع مقاعد جديدة وألواح أبواب وأعيد تصميم لوحة العدادات بالكامل مع الاهتمام ببيئة العمل. تبديل المواقع باستخدام أدوات التحكم في المناخ، يتميز راديو دين المزدوج بأزرار ومقابض كبيرة؛ في الطرز التي لا تحتوي على عناصر تحكم تلقائية في المناخ، حلت المقابض الدوارة محل أدوات التحكم المنزلقة. توجد الآن أدوات التحكم في المقعد الكهربائي، إذا تم تحديدها، على ألواح الأبواب جنباً إلى جنب مع أزرار مكبرة للنوافذ الكهربائية وأقفال الأبواب. تم استبدال عداد السرعة الأفقي القديم بمجموعة الأدوات المستخدمة في كراون فيكتوريا (إضافة مقياس الفولتميتر ومقياس ضغط الزيت) كانت لوحة العدادات الرقمية مع كمبيوتر الرحلة لا تزال خياراً.
1996: لا توجد تغييرات كبيرة. في الداخل، تم استبدال عجلة الوسادة الهوائية من فورد «الطوب» المستخدمة منذ عام 1990 بتصميم جديد مشترك مع العديد من سيارات فورد  ولينكولن ميركوري، ودمج القرن في محور أصغر لعجلة القيادة.
1997: العام الماضي للجيل الثاني من غراند ماركيز. تتم إزالة شعارات عطارد من الأعمدة C. بعد توقف شيفروليه كابريس وبويك رودماستر من قِبل جنرال موتورز، ارتفعت مبيعات غراند ماركيز 1997 بأكثر من 20٪ مقارنة بعام 1996.

### مجموعة نقل الحركة
بينما تم نقل منصة بانثار من عام 1991، سيتم استخدام محرك جديد تماماً لسيارة غراند ماركيز لعام 1992.
كان استبدال محرك لتر5.0 أو أتش في و5.8 لتر وندسور إل  V8s، محرك V8 موديولر سعة 4.6 لتر هو أول محرك V8 بكامة علوية (واعتباراً من 2014، الوحيد) يظهر في سيارة سيدان كاملة الحجم في السوق الأمريكية.
أنتج 190 حصاناً، وكان أقوى وأكثر كفاءة في استهلاك الوقود من أي من سابقيه. كانت حزمة المناولة الاختيارية، بما في ذلك نظام التعليق للخدمة الشاقة، والمحور الخلفي 3.27 (بدلاً من 2.73)، ونظام العادم المزدوج الذي رفع قدرة المحرك إلى 210 حصان خياراً. كان إلى حد كبير النظير لسيارة فورد كراون فيكتوريا يجول سيدان.
تم ربط جميع طرازات غراند ماركيز بناقل حركة أوتوماتيكي رباعي السرعات.
لعام 1993، تم استبدال ناقل الحركة AOD المتحكم به هيدروليكياً بواسطة ناقل حركة AOD-E المتحكم فيه إلكترونياً. في عام 1995، تم استبدال ناقل الحركة AOD-E بنقل الحركة الثقيل 4R70W؛ تمت مشاركته مع لينكولن مارك الثامن وتاون كار.

### المحركات
| اسم المحرك      | السنوات المتاحة | إعدادات                                | قوة حصان                                | عزم الدوران                                             | توصيل |
| --------------- | --------------- | -------------------------------------- | --------------------------------------- | ------------------------------------------------------- | --- |
| فورد موديولر V8 | 1992-1997       | 4.6 لتر (281 متر مكعب) SOHC 16 صمام V8 | 190 حصان (193 حصان) 210 حصان (213 حصان) | 260 رطل قدم (350 نيوتن متر) 270 رطل قدم (370 نيوتن متر) | فورد أي أو دي 4 سرعات أوفردرايف أوتوماتيكية (1992) فورد أي أو دي- اي أوتوماتيكي بأربع سرعات (1993-1994) فورد 4R70W 4 سرعات أوفردرايف أوتوماتيكي (1995-1997) |

### الإنتاج
في حين أن غراند ماركيز / كراون فيكتوريا التي أعيد تصميمها عام 1992 ستثبت أنها أكثر كفاءة في استهلاك الوقود من سابقاتها، سمحت ثغرة في لوائح سي أي أف إي لشركة فورد للسيارات ببيع سيارات كاملة الحجم وتحسين الاقتصاد المتوسط لجميع سياراتها. تتطلب لوائح سي أي أف إي أن يتم احتساب المركبات التي تحتوي على أقل من 75٪ من مكونات الأجزاء المحلية كجزء من الأسطول المستورد لشركة صناعة السيارات بدلاً من كونها محلية.
أثناء إعادة تجهيز عام 1991 لإنتاج طرازات عام 1992 في منشأة سانت توماس، أونتاريو، حولت شركة فورد عدداً من موردي قطع الغيار من كندا والولايات المتحدة إلى موردين خارج أمريكا الشمالية، وبذلك جلب محتوى الأجزاء المحلية من غراند ماركيز وكراون فيكتوريا أقل من 75٪.
على هذا النحو، أصبحت غراند ماركيز الآن جزءاً من أسطول يتألف بشكل أساسي من سيارة فورد فيستيفا الأكثر كفاءة في استهلاك الوقود بدلاً من السيارات الأخرى المزودة بمحركات V8 مثل كوغار وفورد موستانج.
بعد عام 1996، أنهت جنرال موتورز إنتاج سياراتها السيدان ذات المنصة بي، وأوقفت بويك رودماستر وشيفروليه كابريس. بدون أقرب منافسيها المباشرين، تركت فورد ولينكولن ميركوري مكانة سوقية مربحة للغاية لأنفسهم بشكل أساسي؛ ومع ذلك، بدأ العديد من المنافسين في تقديم سيارات تنافسية في هذا القطاع.
استبدال الإمبراطوري والجادة الخامسة القديمة، 1994 كرايسلر نيويوركر (مقعد البدلاء) وإل إتش أس (مقاعد دلو) كانت أول سيارات كرايسلر سيدان تتناسب مع الأبعاد الداخلية لغراند ماركيز منذ السبعينيات.
بالنسبة لعام 1995، كانت تويوتا أفالون هي أول سيارة سيدان ذات علامة تجارية يابانية تُباع بستة ركاب (على الرغم من تجميعها في الولايات المتحدة) نسخة ذات قاعدة عجلات ممتدة من كامري، اعتبرت أفالون سيارة سيدان كاملة الحجم على أساس مساحتها الداخلية.

#### أرقام الإنتاج
| سنة     | 1992   | 1993  | 1994   | 1995  | 1996    | 1997   | إجمالي الإنتاج |
| الوحدات | 163262 | 90367 | 107894 | 94202 | 104,433 | 127949 | 688107         |
| ------- | ------ | ----- | ------ | ----- | ------- | ------ | -------------- |

- من الخلف
- نسخة التصدير الكندية من جراند ماركيز 1993 مع إعداد مصباح أمامي مختلف
- 1992 جراند ماركيز ال اس
- 1995-1997 ميركوري جراند ماركيز
- 1995-1997 ميركوري جراند ماركيز
- 1995-1997 ميركوري جراند ماركيز
- 1995-1997 ميركوري جراند ماركيز (بسقف فينيل مركب من قبل الوكيل)

| الجيل الثالث إي إن 114 | الجيل الثالث إي إن 114                       |
| ملخص                   | ملخص                                         |
| ---------------------- | -------------------------------------------- |
| أيضا يسمى              | فورد جراند ماركيز (المكسيك ، فنزويلا)        |
| سنوات النموذج          | 1998-2002                                    |
| المجسم                 | كندا: سانت توماس، أونتاريو(جمعية سانت توماس) |
| الجسم والشاسيه         |                                              |
| نمط الجسم              | سيدان 4 أبواب                                |
| متعلق ب                | فورد كراون فيكتوريا                          |
| مجموعة نقل الحركة      |                                              |
| محرك                   | 4.6 لتر وحدات V8                             |
| توصيل                  | 4 سرعات 4R70W أوتوماتيكي                     |
| أبعاد                  |                                              |
| قاعدة العجلات          | 114.7 بوصة (2913 مم)                         |
| طول                    | 211.9 بوصة (5,382 مم)                        |
| عرض                    | 78.2 بوصة (1,986 مم)                         |
| ارتفاع                 | 56.8 بوصة (1443 ملم)                         |

## الجيل الثالث (1998-2002)
تم طرح الجيل الثالث من غراند ماركيز للبيع في أواخر عام 1997 لعام 1998 مع تحديث تطوري للشكل الخارجي والداخلي. في حين تم استقبال كراون فيكتوريا 1992 في السوق بشكل أفضل من سيارة شيفروليه كابريس الجديدة لعام 1991، لم يكن تصميمها الخارجي (المستوحى من فورد توروس) مقبولًا بشكل شعبي مثل غراند ماركيز. تم تعزيز عامل تصميم الحب أو الكراهية من خلال حقيقة أن غراند ماركيز تفوقت على كراون فيكتوريا في عامي 1994 و1997، على الرغم من ميزة مبيعات الأسطول والشرطة في فيك. أخذ فورد علما وحافظ على لغة تصميم غراند ماركيز في مكانها لعام 1998 أثناء إحضار الكثير منها إلى كراون فيكتوريا للابتعاد عن مظهر 1992-1997 «أيرو».
لتبسيط الإنتاج، عادت فورد وميركوري إلى خط السقف الخلفي المشترك بين خطي الطراز، باستخدام التصميم الخلفي الرسمي لسيارة جراند ماركيز؛ سيظل التكوين قيد الاستخدام حتى نهاية الإنتاج في عام 2011.
مع توقف سيارات جنرال موتورز كاملة الحجم بي-بودي في عام 1996 للتركيز على سيارات الدفع الرباعي والشاحنات الأكثر ربحية، تنافس الجيل الثالث من غراند ماركيز في الغالب ضد نظيره في فورد كراون فيكتوريا وظل ناجحاً، حيث بيع أكثر من 100000 وحدة سنوياً.

### مواصفات الشاسيه
احتفظ الجيل الثالث من غراند ماركيز بهيكل بانثر من سابقاته، حيث تمت إطالة قاعدة العجلات إلى 114.7 بوصة. لتحسين ثبات المناورة، تم استبدال المحور الخلفي ثلاثي الوصلات (المستخدم في سيارات فورد الكبيرة منذ عام 1965) بمحور خلفي رباعي الوصلات بوصلة واط، على الرغم من الاحتفاظ بمحور خلفي صلب لتحسين الكبح، تم إعطاء مكابح قرصية للعجلات الأربع مكابس مزدوجة للدوارات الأمامية، مما يتطلب استخدام عجلات مقاس 16 بوصة. لعام 2002، أصبح نظام أي بي أس قياسياً. تمت مراجعة التحكم في الجر (الذي ظل خياراً) للعمل بأي سرعة (بدلاً من السرعات المنخفضة فقط).

### مجموعة نقل الحركة
احتفظ الجيل الثالث من غراند ماركيز بنفس مجموعة نقل الحركة مثل غراند ماركيز 1995-1997، مع 4.6 لتر موديولر V8 وناقل حركة أوتوماتيكي 4R70W رباعي السرعات. في مراجعة طفيفة، تم نقل العديد من مكونات أندرهود، مع خزان التوجيه المعزز بالمحرك وتم نقل خزان فائض المبرد إلى الرادياتير (كلاهما كانا موجودين على رفرف). في تغيير آخر، تم تحويل المحرك إلى اشتعال ملف على القابس مع تبريد آمن من الفشل باستخدام مروحة كهربائية مزدوجة السرعة.
بالنسبة لعام 1998، تمت زيادة القدرة القياسية للمحرك V8 (مع عادم واحد) إلى 200 حصان (من 190). استمرت حزمة تعليق المناولة في الإنتاج، مقترنة بإصدار ثنائي العادم من محرك V8 سعة 4.6 لتر، ينتج 215 حصاناً. لعام 2001، تم إعادة ضبط المحركات إلى 220 و235 حصان، على التوالي.
تم إقران نسبة 2.73 من المحور الخلفي بمحركات أحادية العادم؛ كجزء من حزمة المناولة، تم استخدام نسبة المحور الخلفي أعلى عددياً. لعام 2000 وأوائل عام 2001، تم استخدام المحور الخلفي 3.55؛ الإصدارات الأخرى تستخدم المحور الخلفي 3.27.

### المحركات
| اسم المحرك      | إعدادات                                | السنوات المتاحة | انتاج \|                                                                              | انتاج \|                                                | توصيل                                      |
| اسم المحرك      | إعدادات                                | السنوات المتاحة | قوة حصان                                                                              | عزم الدوران                                             | توصيل                                      |
| --------------- | -------------------------------------- | --------------- | ------------------------------------------------------------------------------------- | ------------------------------------------------------- | ------------------------------------------ |
| فورد موديولر V8 | 4.6 لتر (281 متر مكعب) SOHC 16 صمام V8 | 1998-2000       | 200 حصان (203 حصان) (عادم فردي) 215 حصان (218 حصان) (عادم مزدوج؛ حزمة معالجة)         | 265 رطل قدم (359 نيوتن متر) 285 رطل قدم (386 نيوتن متر) | فورد 4R70W أربع سرعات أوفردرايف أوتوماتيكي |
| فورد موديولر V8 | 4.6 لتر (281 متر مكعب) SOHC 16 صمام V8 | 2001-2002       | 220 حصان (223 حصان) (عادم فردي) 235 حصان (238 حصان) (عادم مزدوج؛ حزمة المناولة / LSE) | 265 رطل قدم (359 نيوتن متر) 275 رطل قدم (373 نيوتن متر) | فورد 4R70W أربع سرعات أوفردرايف أوتوماتيكي |
| فورد موديولر V8 | 4.6 لتر (281 متر مكعب) SOHC 16 صمام V8 | 1998-2002       | 221 حصان (224 حصان) (عادم مزدوج؛ تصدير إلى دول مجلس التعاون الخليجي)                  | 304 رطل قدم (412 نيوتن متر)                             | فورد 4R70W أربع سرعات أوفردرايف أوتوماتيكي |

### تصميم الجسم
في حين أنها تحمل تشابهاً قوياً مع الجيل السابق، فإن غراند ماركيز 1998 تشارك فقط ختم السقف والأبواب من سابقتها 1997. قام المصممون بمراجعة المصدات الأمامية والخلفية، وتبديل تصميمها. تم تبسيط الزخرفة الخارجية إلى حد كبير، حيث تم حذف تقليم الكروم فوق المصابيح الأمامية. الواجهة الخلفية تشبه كراون فيكتوريا ولكنها تستخدم بدلاً من ذلك لوحة عدسة حمراء بين المصابيح الخلفية. تم إعادة تصميم الشبكة قليلاً كنسخة أكبر من تصميم 1995-1997.
تم نقل التصميم الداخلي من تحديث عام 1995، مع وجود عجلة قيادة ثنائية المتحدث لتحل محل التصميم السابق المكون من أربعة أذرع. تم حذف تقليم الكروم من ناقل الحركة المثبت بالعمود ورافعة إشارة الانعطاف.

بالنسبة لعام 2001، اعتمدت كراون فيكتوريا وغراند ماركيز أجهزة راديو مزودة بوظيفة ساعة متكاملة (تستخدمها سيارات فورد الأخرى منذ أوائل الثمانينيات) مع حذف الساعة الرقمية المنفصلة.

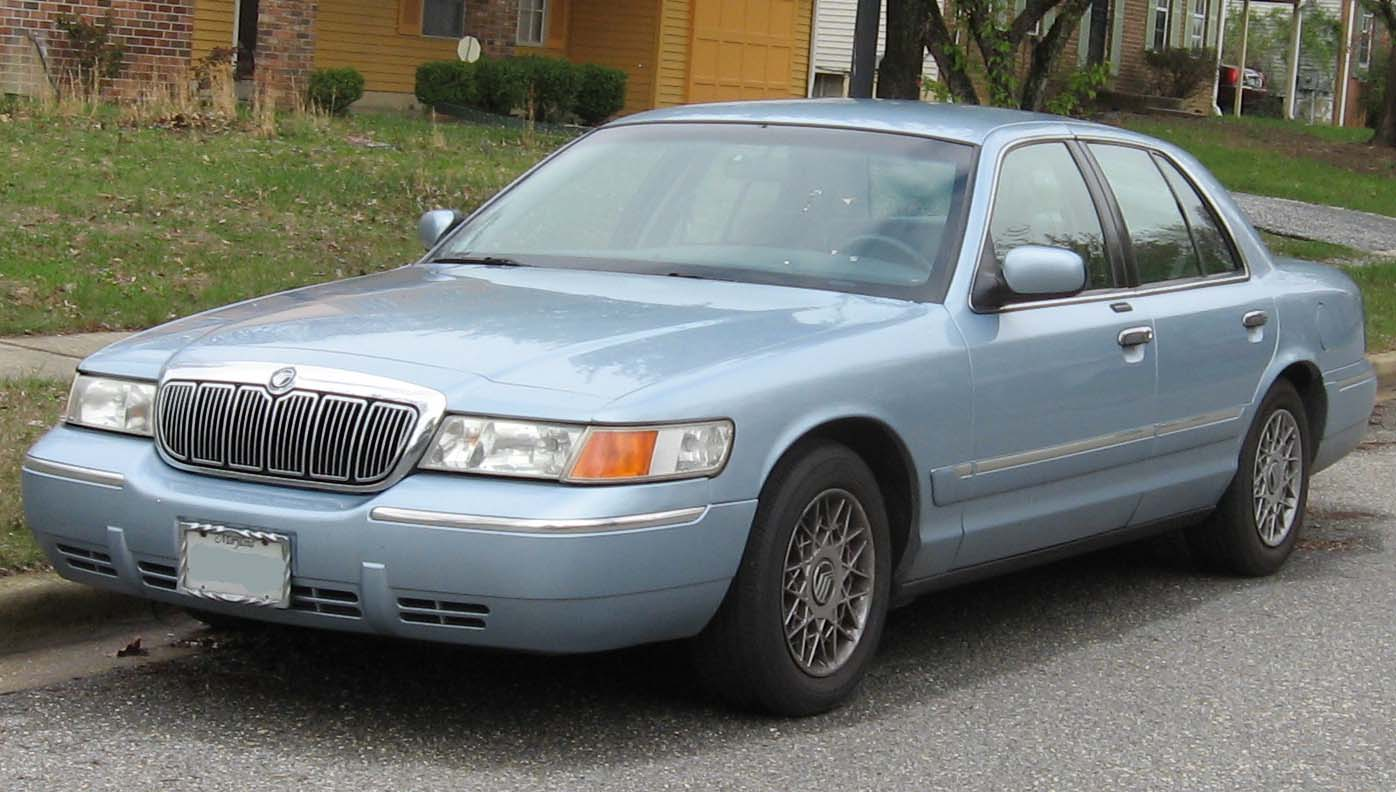
1998-2002 ميركوري جراند ماركيز جي إس
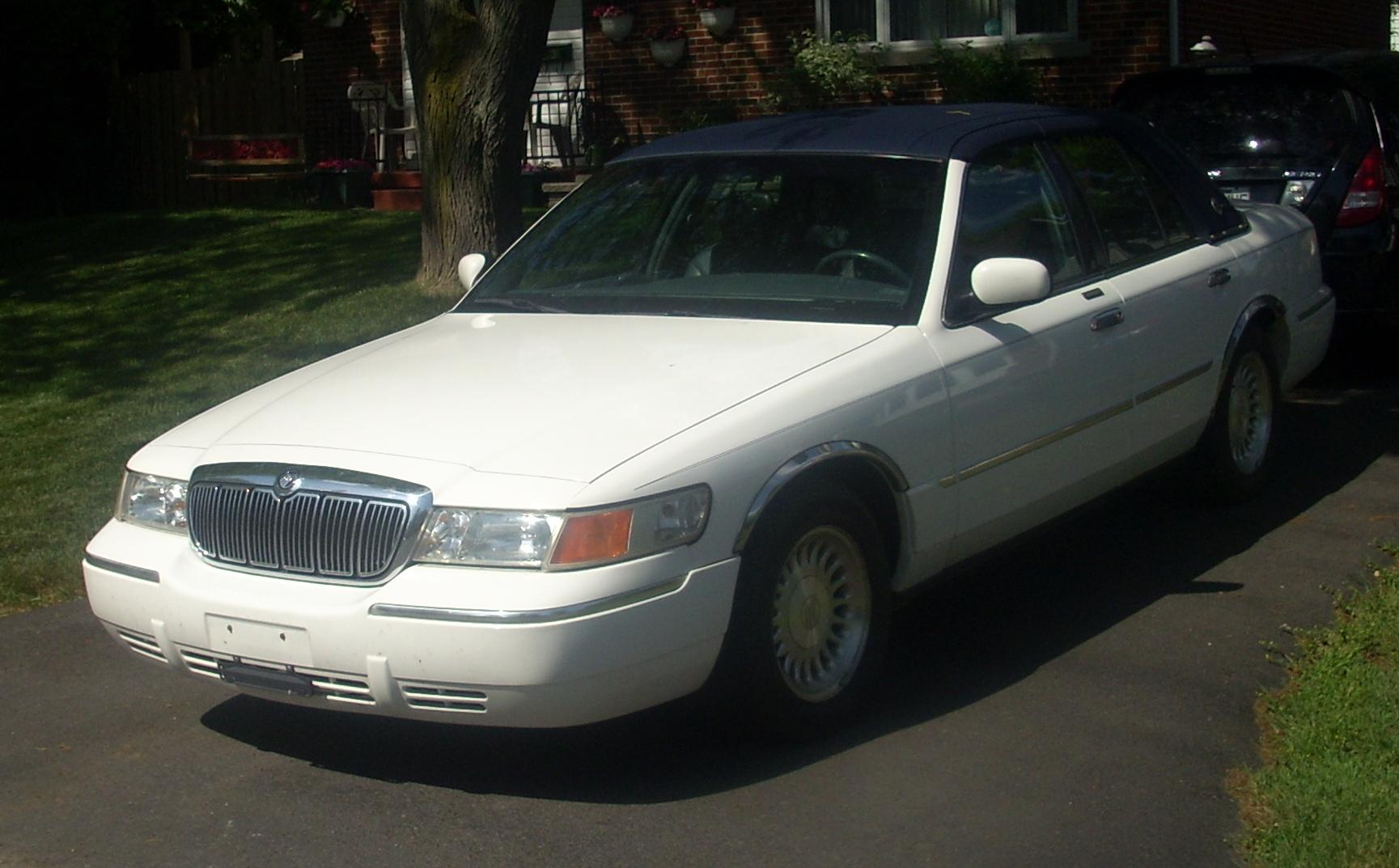
1998-2002 ميركوري جراند ماركيز جي إس
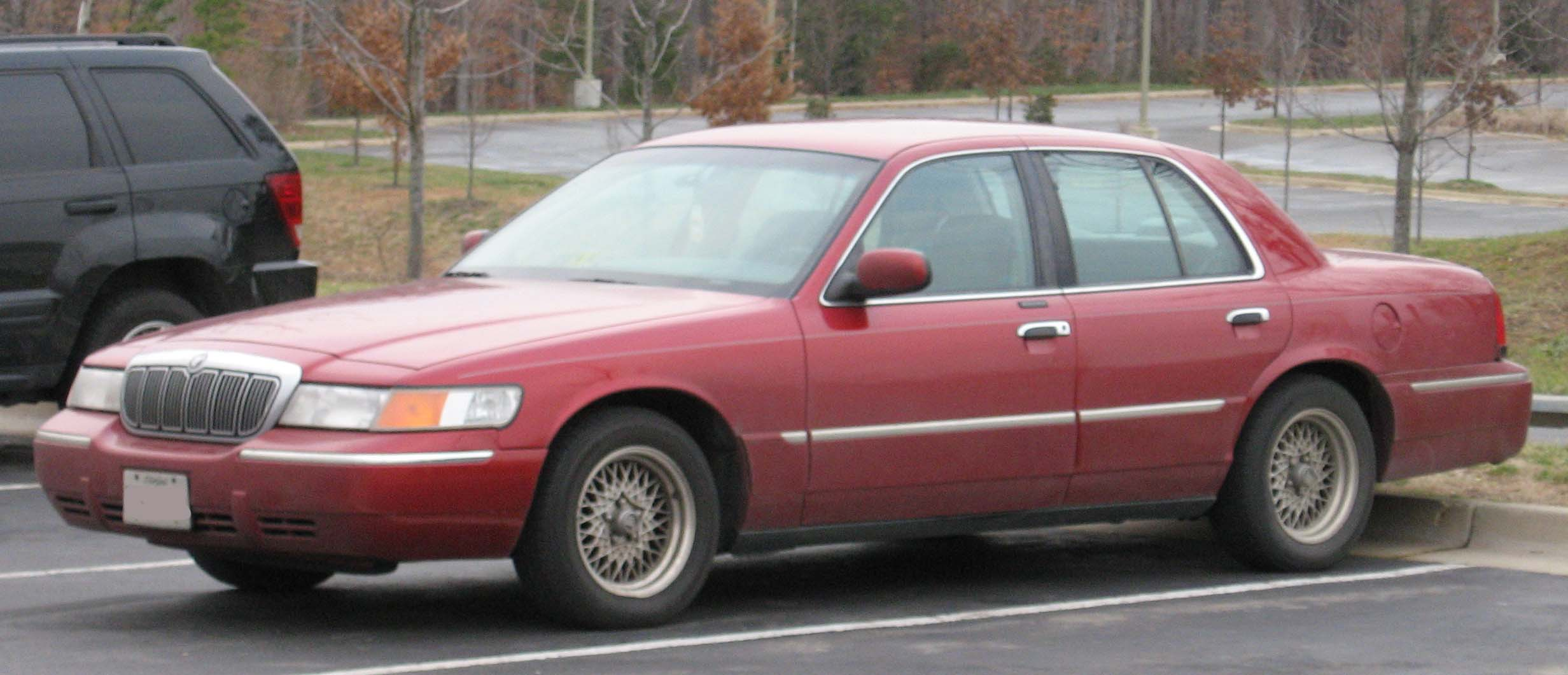
1998-2002 ميركوري جراند ماركيز جي إس
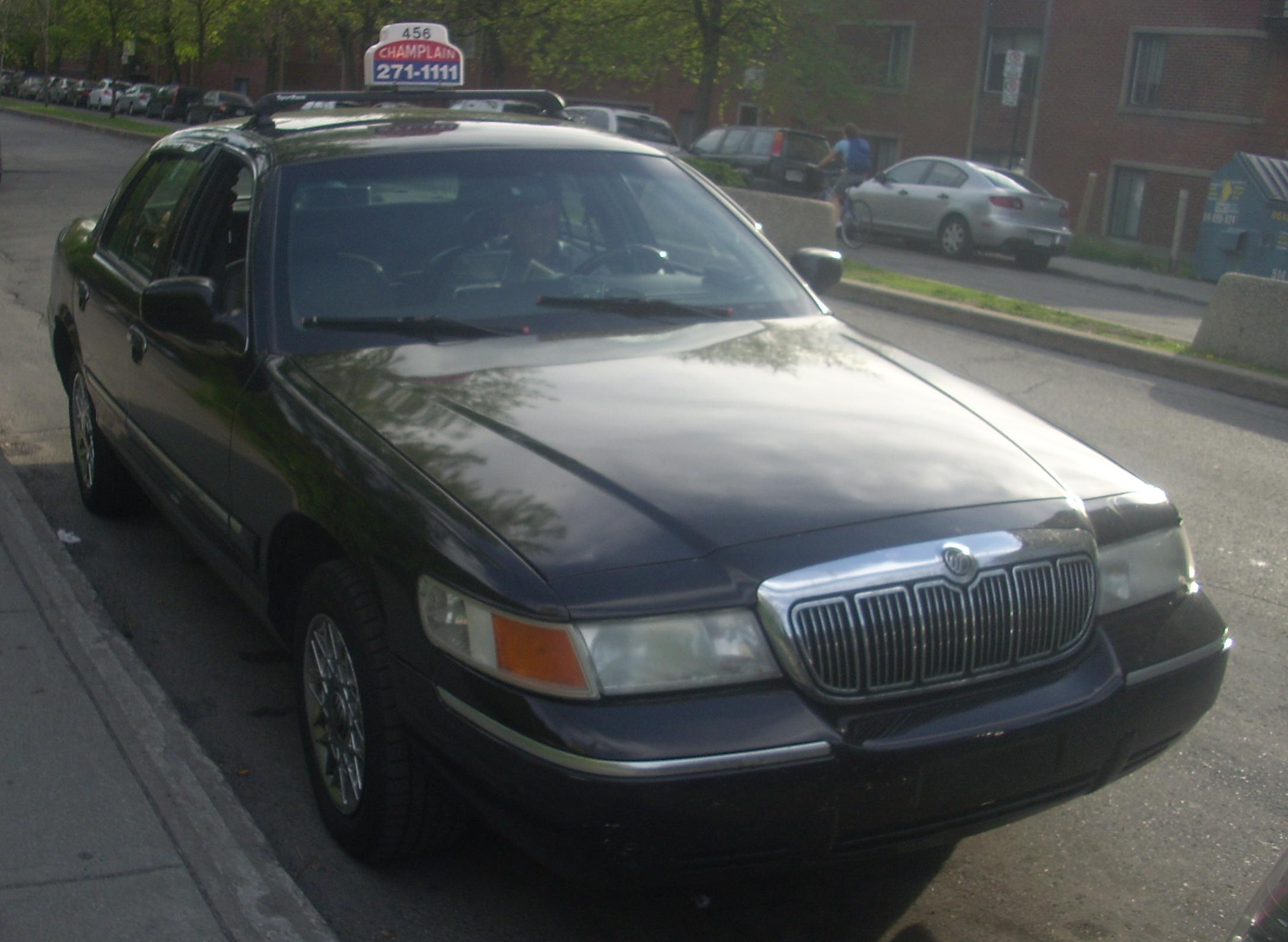
1998-2002 تكسي ميركوري جراند ماركيز جي إس
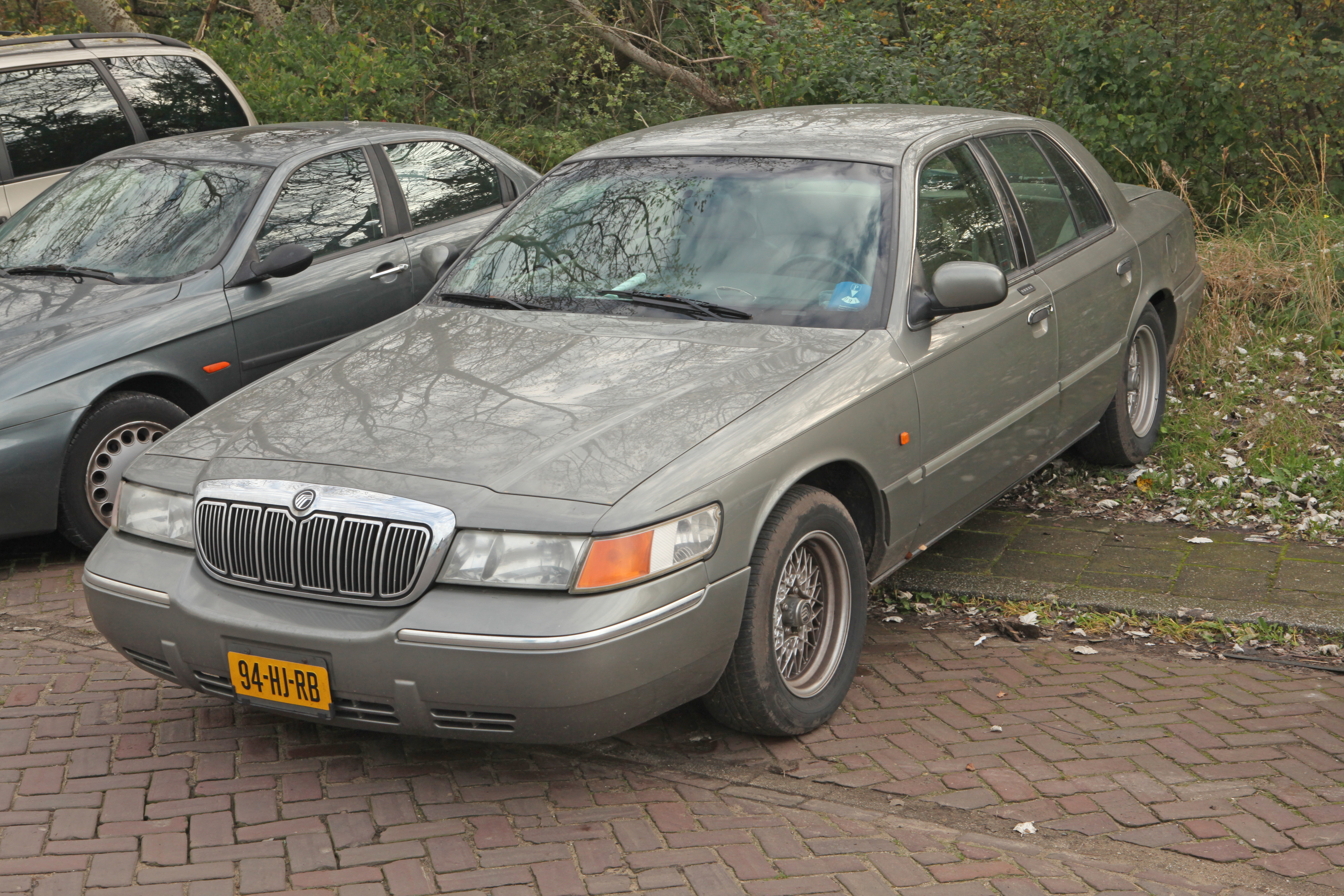
2001 ميركوري جراند ماركيز جي إس
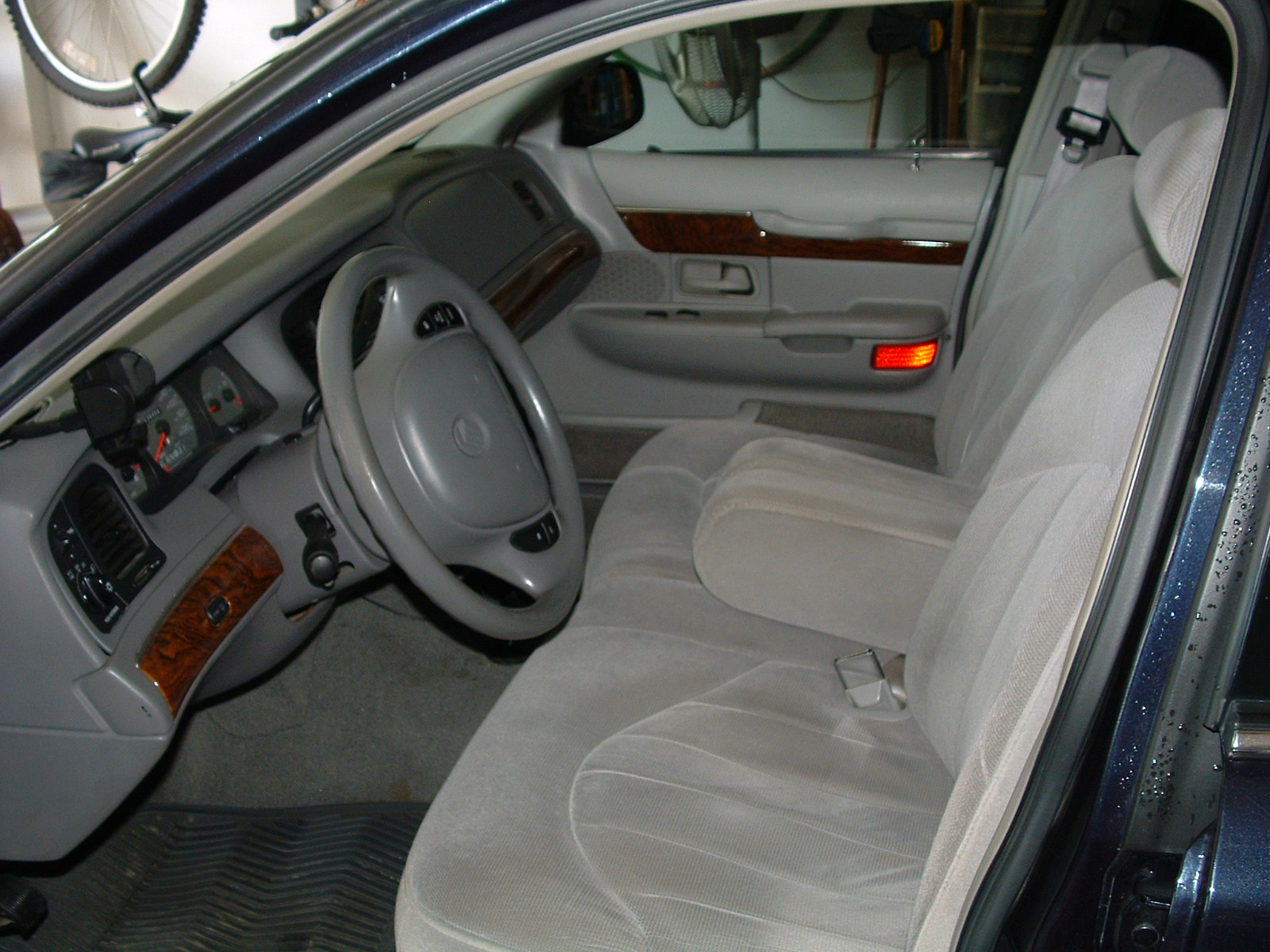
1998-2002 ميركوري جراند ماركيز جي إس
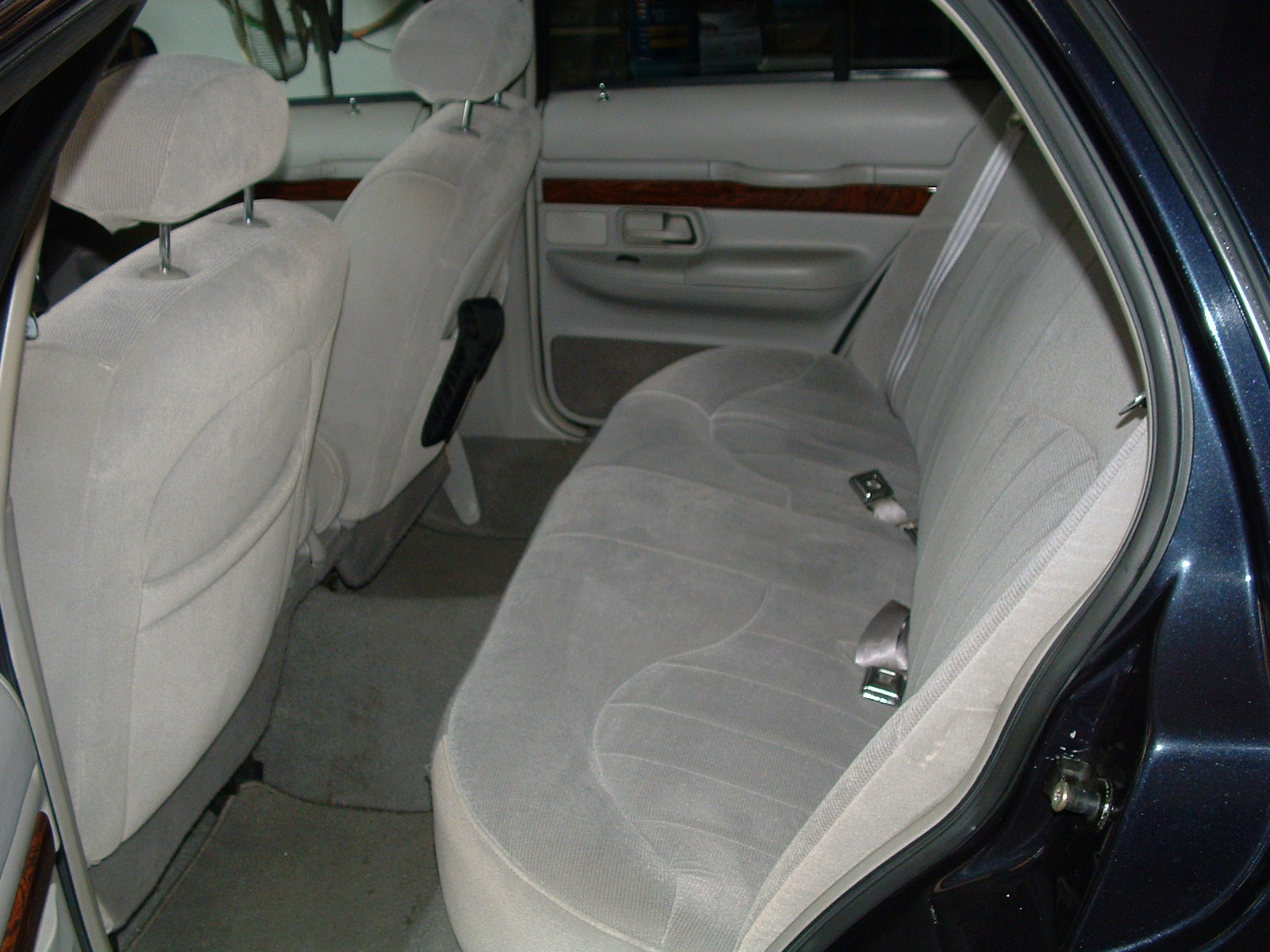
1998-2002 ميركوري جراند ماركيز جي إس

### الإنتاج
| سنة     | 1998   | 1999    | 2000    | 2001   | 2002   | إجمالي الإنتاج |
| الوحدات | 134155 | 142,372 | 132.870 | 100774 | 96.034 | 606206         |
| ------- | ------ | ------- | ------- | ------ | ------ | -------------- |

| الجيل الرابع2005 ميركوري جراند ماركيز (إصدار الذكرى الثلاثين) | الجيل الرابع2005 ميركوري جراند ماركيز (إصدار الذكرى الثلاثين)                                                    |
| ملخص                                                          | ملخص |
| ------------------------------------------------------------- | --- |
| أيضا يسمى                                                     | فورد جراند ماركيز (المكسيك ، كندا)                                                                               |
| إنتاج                                                         | 2002-4 يناير 2011                                                                                                |
| سنوات النموذج                                                 | 2003-2011 |
| المجسم                                                        | كندا: سانت توماس، أونتاريو (مجموعة سانت توماس)                                                                   |
| الجسم والشاسيه                                                | |
| نمط الجسم                                                     | سيدان 4 أبواب |
| متعلق ب                                                       | ميركوري مارودرفورد كراون فيكتوريافورد سيارة الشرطةلينكولن تاون كار                                               |
| مجموعة نقل الحركة                                             | |
| محرك                                                          | 4.6 لتر وحدات V8                                                                                                 |
| توصيل                                                         | 4 سرعات 4R70W أوتوماتيكي (2003-2005)4 سرعات 4R75E أوتوماتيكي (2006-2011)                                         |
| أبعاد                                                         | |
| قاعدة العجلات                                                 | 2003-2008: 114.7 بوصة (2913 ملم)2009-2011: 114.6 بوصة (2911 ملم) 120.7 بوصة (3066 ملم) (قاعدة عجلات طويلة)       |
| طول                                                           | 211.9 بوصة (5,382 ملم) (1998-2005) 212.0 بوصة (5,385 ملم) (2006-2011) 220.0 بوصة (5,588 ملم) (قاعدة عجلات طويلة) |
| عرض                                                           | 78.2 بوصة (1,986 ملم) (1998-2008)78.3 بوصة (1,989 ملم) (2009-2011)                                               |
| ارتفاع                                                        | 56.8 بوصة (1443 ملم) (1998-2008)56.3 بوصة (1430 ملم) (2009-2011)                                                 |
| كبح الوزن                                                     | 4118 - 4137 رطلاً (1,868-1,877 كجم)                                                                               |

## الجيل الرابع (2003-2011)
بالنسبة لعام 2003، شهد غراند ماركيز تحديثاً واسعاً في التصميم، وتم إعادة تصميم هيكل فورد بانثر لأول مرة منذ طرحه في عام 1979. وخلال العقد الأول من القرن الحادي والعشرين، قدمت ميركوري سيارتي سيدان إضافيتين بالحجم الكامل: طراز 2003-2004 ميركوري مارودر و2005-2007 ميركوري مونتيجو (أعيدت تسميتها 2008-2009 ميركوري سابل). بالإضافة إلى ذل ، حل غراند ماركيز إلى حد كبير محل فورد كراون فكتوريا في سوق البيع بالتجزئة منذ إزالة السيرة الذاتية من بيع التجزئة لعام 2008.
وقد انعكس ذلك في تحول تصميم الجيل الرابع من غراند ماركيز إلى المظهر الأكثر عمومية للجيل الثالث من كراون فيكتوريا، حيث دمج عناصر كلتا السيارتين في نموذج واحد يخدم قاعدة العملاء.
في عام 2010، احتفل غراند ماركيز بمرور 35 عاماً على الإنتاج، متجاوزاً طراز كوغار باعتباره أطول لوحة تم بيعها بواسطة ماركة ميركوري. في سبتمبر 2010، بعد فترة إنتاج قصيرة، تم إنتاج الإصدارات النهائية للبيع بالتجزئة.  من المقرر أن ينتهي الإنتاج في ديسمبر 2010، وقد تم تمديد إنتاج نماذج الأسطول بسبب نقص قطع الغيار في مصنع سانت توماس، أونتاريو. في 4 يناير 2011، تم إنتاج آخر غراند ماركيز في سانت توماس؛ كانت آخر سيارة ميركوري تنتجها شركة فورد.

### الهيكل
بينما كانت تغييرات التصميم في غراند ماركيز 2003 تطورية، كانت التغييرات على منصة بانثر أكثر شمولاً.
لتحسين صلابة الهيكل، تم تقديم إطار جديد بالكامل مع قضبان هيكلية محشوة بالكامل ومشكلة هيدروليكياً. في محاولة لتحسين التحكم، تم إعادة تصميم التعليق الأمامي والخلفي جنباً إلى جنب مع الفرامل. تمت إضافة معزز فرامل هادئ إي بي دي مع نظام ميكانيكي لمساعدة الذعر. تتطلب التغييرات الجديدة في نظام التعليق تغيير تصميمات العجلات إلى تلك ذات الإزاحة الإيجابية العالية. استبدل توجيه الرف والجناح نظام الكرة القديم المعاد تدويره في محاولة لزيادة دقة التوجيه وتقليل التكاليف. في الإصدارات القياسية من غراند ماركيز، كانت نسبة المحور الخلفي 2.73: 1؛ في إل أس إي والإصدارات مع تعليق المناولة، تم استخدام نسبة 3.27: 1 للمحور الخلفي. كانت حزمة المناولة عبارة عن معدات قياسية في طرازات تصدير أل أس تريم.
بالنسبة لعام 2008، تم إيقاف مجموعة المناولة والأداء، بالإضافة إلى خيار المقعد الأمامي الذي يتسع لخمسة ركاب؛ كلاهما كان مشابهاً لمجموعة كراون فكتوريا إل إكس بريميوم سبورت وحزمة المناولة، كانت هذه هي المتغيرات الوحيدة من غراند ماركيز التي تم إنتاجها لأمريكا الشمالية بعد عام 1992 لتزويدها بعادم مزدوج.
بالنسبة لعام 2003، احتفظ غراند ماركيز بإصدار موديولر V8 الذي تم تقديمه في عام 2001. أنتجت إصدارات العادم الفردي 220 حصاناً، بينما رفعت نسخة العادم المزدوج القدرة إلى 235 حصان. أثناء إعادة التصميم، تم إجراء عدد من التغييرات على المحرك. تم تكبير وعاء الزيت بنسبة 20٪ إلى ستة كوارتات وتم وضع مستشعر طرق المحرك بشكل قياسي. وشملت التغييرات الأخرى مشعب سحب مع تقاطع مياه من الألومنيوم ونظام وقود إلكتروني غير قابل للإرجاع. وتميز المحرك الجديد بغطاء محرك معاد تصميمه، وشعار الكروم "V8". تم نقل غطاء فتحة تعبئة الزيت إلى غطاء الصمام من جانب الراكب وتم نقل خزان سائل التوجيه المعزز من كتلة المحرك إلى غطاء الرادياتير.
بالنسبة لعام 2006، أضافت التنقيحات التي أجريت على ضبط المحرك 4 حصان إلى كلا الإصدارين من موديولر V8، بإجمالي 224 و239 حصاناً، على التوالي.
في عام 2007، تم منح المحرك قدرة الوقود المرن (E85). بعد عام 2007، تم بيع نسخة 239 حصان من غراند ماركيز حصرياً لتصدير دول مجلس التعاون الخليجي.
تم بيع جميع إصدارات غراند ماركيز مع أنواع مختلفة من ناقل الحركة الأوتوماتيكي أو أو دي 4 سرعات.
من 2003 إلى 2005، تم استخدام 4R70W.
في عام 2006، تم استبدالها بـ 4R75E المشتركة مع تشكيلة شاحنات فورد.

### الخارج
كجزء من إعادة التصميم، تم تكليف مصممين لينكولن-ميركوري بإعطاء مظهر أكثر حداثة لسيارة غراند ماركيز، مما يجعلها تتماشى مع سيارات قسم ميركوري الأخرى. على الرغم من التطور إلى حد كبير، فقد أدى عدد من التغييرات إلى تحديث المظهر الخارجي. في تغيير مشابه لإعادة تصميم سيارة المدينة لعام 2003، أفسحت المصدات شديدة التقريب التي شوهدت في غراند ماركيز منذ عام 1992 المجال لمظهر منخفض مربّع. تم تبسيط تقليم الجذع والمصابيح الخلفية مع شارات أكثر عصرية. في المقدمة، لتحسين التبريد، أدخلت الشبكة الأكبر غراند ماركيز إلى حواف الشبك المصممة على طراز ميركوري.
تم تجهيز إصدارات غراند ماركيز إل أس المحدودة بزخرفة غطاء محرك السيارة، والتي شوهدت لأول مرة منذ عام 1991؛ حدد الخيار أيضاً عودة الطلاء ذو اللونين المنتج في المصنع. ولتسهيل الإنتاج، اعتمدت غراند ماركيز زخرفة بلون الهيكل للأعمدة بي، على غرار كراون فيكتوريا.
في عام 2005، لمدة عام واحد، أصبح هوائي الراديو مثبتاً خارجياً على الحاجز الخلفي. بعد سنوات من انخفاض المبيعات، كانت أغطية عجلات أسلاك الكروم اختيارية من المصنع للمرة الأخيرة.
بالنسبة لعام 2006، تم إعطاء غراند ماركيز تحديثاً خارجياً في منتصف الدورة، في ما سيكون آخر تحديث لتصميم سيارات بانثر. تم استبدال الشبكة شبه المنحرفة التي شوهدت منذ عام 1995 بشبكة مستطيلة بنمط شلال مشابه لمونتيجو؛ لم تعد مجموعات المصابيح الأمامية تمتد إلى جوانب الشبكة، بطريقة مشابهة لسيارة غراند ماركيز 1988-1991. سمحت إعادة تصميم المصد السفلي بإضافة مصابيح الضباب كخيار لأول مرة. في الخلف، تم تغيير شكل صندوق السيارة من الأحمر إلى الرمادي.

### الداخل
على الرغم من أنها ليست واسعة النطاق مثل التغييرات في الهيكل الخارجي أو الهيكل، فقد أجرى ميركوري عدداً من التغييرات لتحديث المقصورة الداخلية لسيارة غراند ماركيز في إعادة تصميمها عام 2003. أدت لوحات الأبواب المحدثة والمفاتيح الكهربائية المعاد تصميمها إلى تحسين بيئة العمل الداخلية، بينما ظلت لوحة العدادات من عام 1995 في مكانها. مشغل وسائط مزدوج (كاسيت / سي دي) تم إعداده بشكل قياسي مع مفتاح خادم.
حرصاً على السلامة، ولمواكبة سيارات شركة شركة فورد للسيارات الأخرى، تمت إضافة حزام كتف للراكب الخلفي الأوسط وأدخل الوسائد الهوائية الجانبية كخيار.
في عام 2005، بسبب العديد من التعديلات الميكانيكية، تم إجراء العديد من التغييرات. يتم استبدال عمود التوجيه بتصميم غير قابل للقفل؛ تحل عجلة القيادة المسطحة محل النسخة المستديرة المستخدمة منذ عام 1998. ويعمل الخانق الإلكتروني بالكامل على نقل وظيفة تثبيت السرعة إلى كمبيوتر المحرك الرئيسي. بالنسبة للمقاعد الأمامية، تمت إضافة مستشعرات وزن الراكب، مما سمح بتعطيل الوسادة الهوائية للراكب الأمامي. أصبح مبدل الأقراص المضغوطة اوديوفيلي متاحاً كخيار في طرازات أل أس ستريم.
بالنسبة لعام 2006، تم إجراء تغيير رئيسي آخر حيث تم إعادة تصميم لوحة العدادات في جميع سيارات منصة بانثر؛ تم إيقاف لوحة العدادات الرقمية الاختيارية، وكذلك استخدام عداد المسافات التناظري. أثناء إزالة مقاييس ضغط الزيت والجهد، كانت إضافة ملحوظة مقياس سرعة الدوران؛ كانت غراند ماركيز واحدة من آخر سيارات فورد التي تم بيعها بدون واحدة. على غرار سيارات فورد الأخرى، تتميز لوحة العدادات الجديدة بمركز معلومات السائق (كمبيوتر الرحلة)، حيث تدمج العديد من الوظائف التي شوهدت سابقاً في الكونسول العلوي بين عداد السرعة ومقياس سرعة الدوران. في عام 2007، تمت إضافة مرآة الرؤية الخلفية ذات التعتيم التلقائي كخيار، جنباً إلى جنب مع إطار احتياطي كامل الحجم (يتم إرجاعه).
في عام 2009، بسبب اللوائح الفيدرالية، أصبحت الوسائد الهوائية الجانبية معدات قياسية جنباً إلى جنب مع مفاتيح النوافذ المريحة.

### المحركات
| اسم المحرك      | السنوات المتاحة | إعدادات                               | قوة حصان                                                                        | عزم الدوران                                             | توصيل |
| --------------- | --------------- | ------------------------------------- | ------------------------------------------------------------------------------- | ------------------------------------------------------- | --- |
| فورد موديولر V8 | 2003-2011       | 4.6 لتر (281 متر مكعب) SOHC 2 صمام V8 | 224 حصان (227 حصان) (عادم واحد) 239 حصان (242 حصان) (عادم مزدوج؛ LSE ، للتصدير) | 272 رطل قدم (369 نيوتن متر) 287 رطل قدم (389 نيوتن متر) | فورد 4R70W 4 سرعات أوفردرايف أوتوماتيكية (2003-2005) فورد 4R75E 4 سرعات أوفردرايف أوتوماتيكية (2006-2011) |

### التحديث
كجزء من إعادة التصميم، سيغير ميركوري تشكيلة غراند ماركيز لعام 2003. بدلاً من الخط التقليدي المكون من نموذجين، تم توسيع غراند ماركيز إلى خمسة. بالإضافة إلى جي سي، يوجد الآن كينفينينس جي سي وبريميوم أل أس وألتميد أل أس وأل أس إي.
تم تقديم أل أس إي في معرض شيكاغو للسيارات في فبراير 2001، وفي صالات العرض بحلول مايو، تم تعيين أل أس إي على أنها بريميوم أل أس مع تعليق خلفي للخدمة الشاقة، ونسبة أقصر للمحور الخلفي، ومحرك عادم مزدوج 239 حصان؛ توفر مقاعد لخمسة ركاب مع جلد، ومقاعد دلو كهربائية مزدوجة، مع وحدة تحكم مركزية ومقبض أرضي. كانت أل أس إي لعام 2003 قصيرة الأجل، حيث انتهى إنتاجها في ديسمبر 2002؛ عادت لفترة وجيزة لعام 2005.
من 2003 إلى 2005 تم بيع إصدار محدود من طراز أل أس. وشمل ذلك حزمة مظهر مع مرايا مطلية بالكروم ومقابض أبواب بلون الهيكل وجلد داخلي بلونين. كما تم تزويد طرازات الإصدار المحدود بوسائد هوائية جانبية قياسية.  وشملت زخرفة غطاء شارة ميركوري، مما جعلها تعود لأول مرة منذ عام 1991.
بالنسبة لطرازات أل أس 2007، كان خيار تقليم بالم بيتش متاحاً؛ كان يتألف في المقام الأول من المفروشات الخاصة والشارات.
بالنسبة لعام 2009، بعد تقديم دليل التسويق «بدون مخزون» من قبل لينكولن ميركوري، خضع خط القطع غراند ماركيز لمراجعة. بصرف النظر عن نماذج التصدير الخليجية ذات قاعدة العجلات الطويلة، تم إسقاط جي أس، في حين تم تقسيم أل أس إلى سلسلتين: أل أس فليت وأل أس ريتيال.

كان الأول متاحاً حصرياً لشراء الأسطول في الولايات المتحدة بينما كان الأخير متاحاً فقط بأمر خاص من الوكيل لتقليل المخزون غير المباع من السيارات. علاوة على ذلك، تمت إضافة حوافز تصل إلى 4000 دولار لكل مركبة لإزالة المخزون السابق من الكثير من الوكلاء. كما أعلنت شركة فورد عن إيقاف علامة ميركوري التجارية في صيف عام 2010، فإن جميع الأمثلة لعام 2011 هي ميركوري غراند ماركيز  أل أس الإصدارات النهائية ألتميت أل أس.

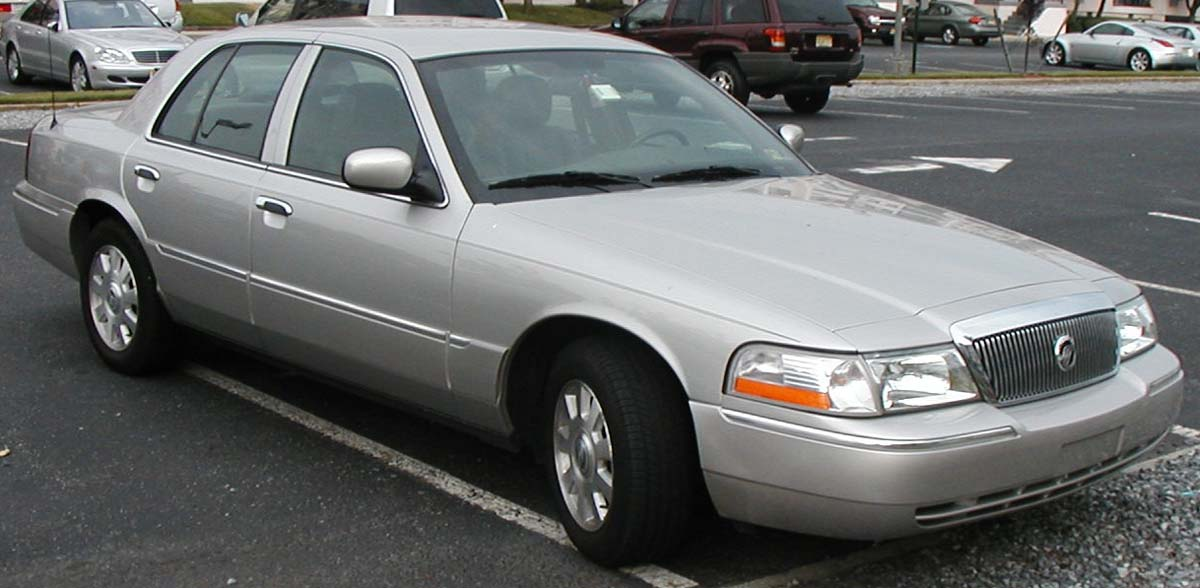
2005 ميركوري جراند ماركيز
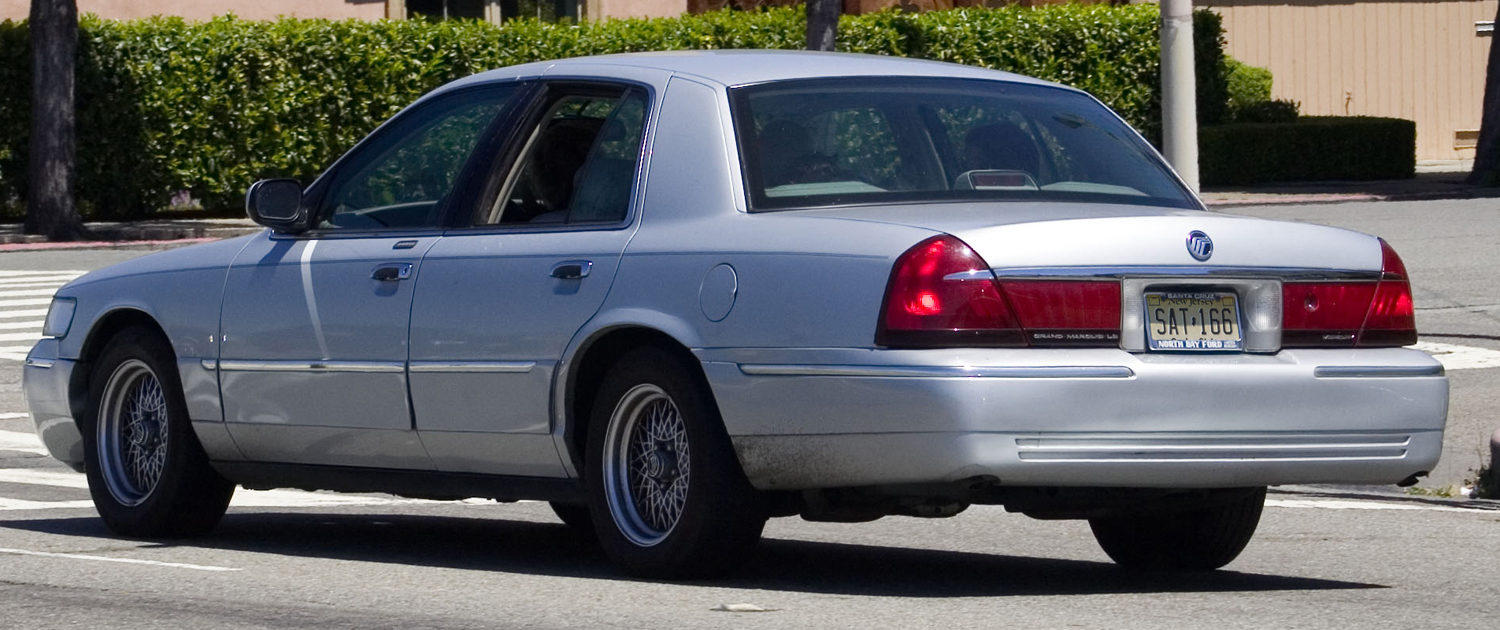
2005 ميركوري غراند ماركيز
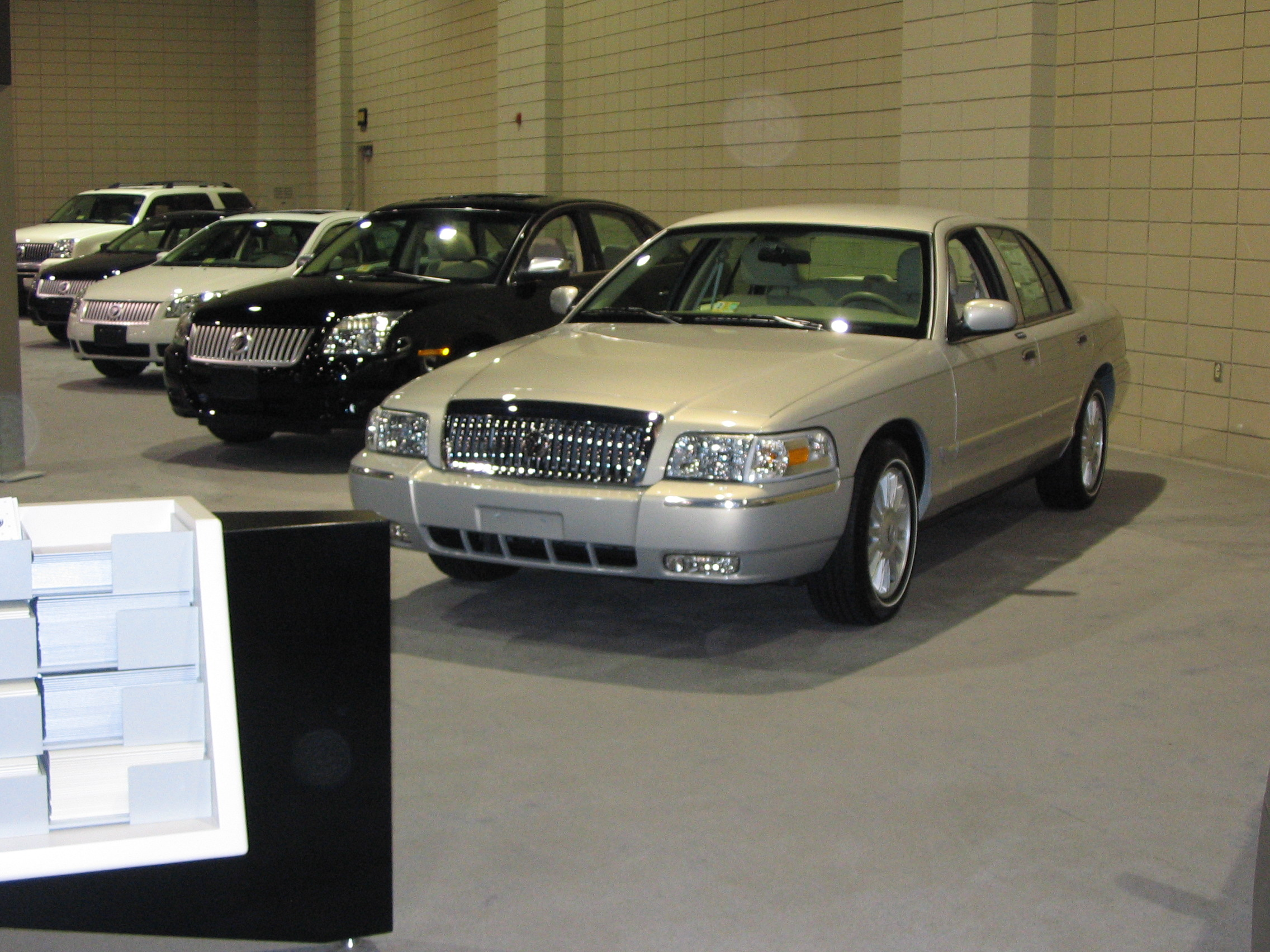
2006 ميركوري غراند ماركيز
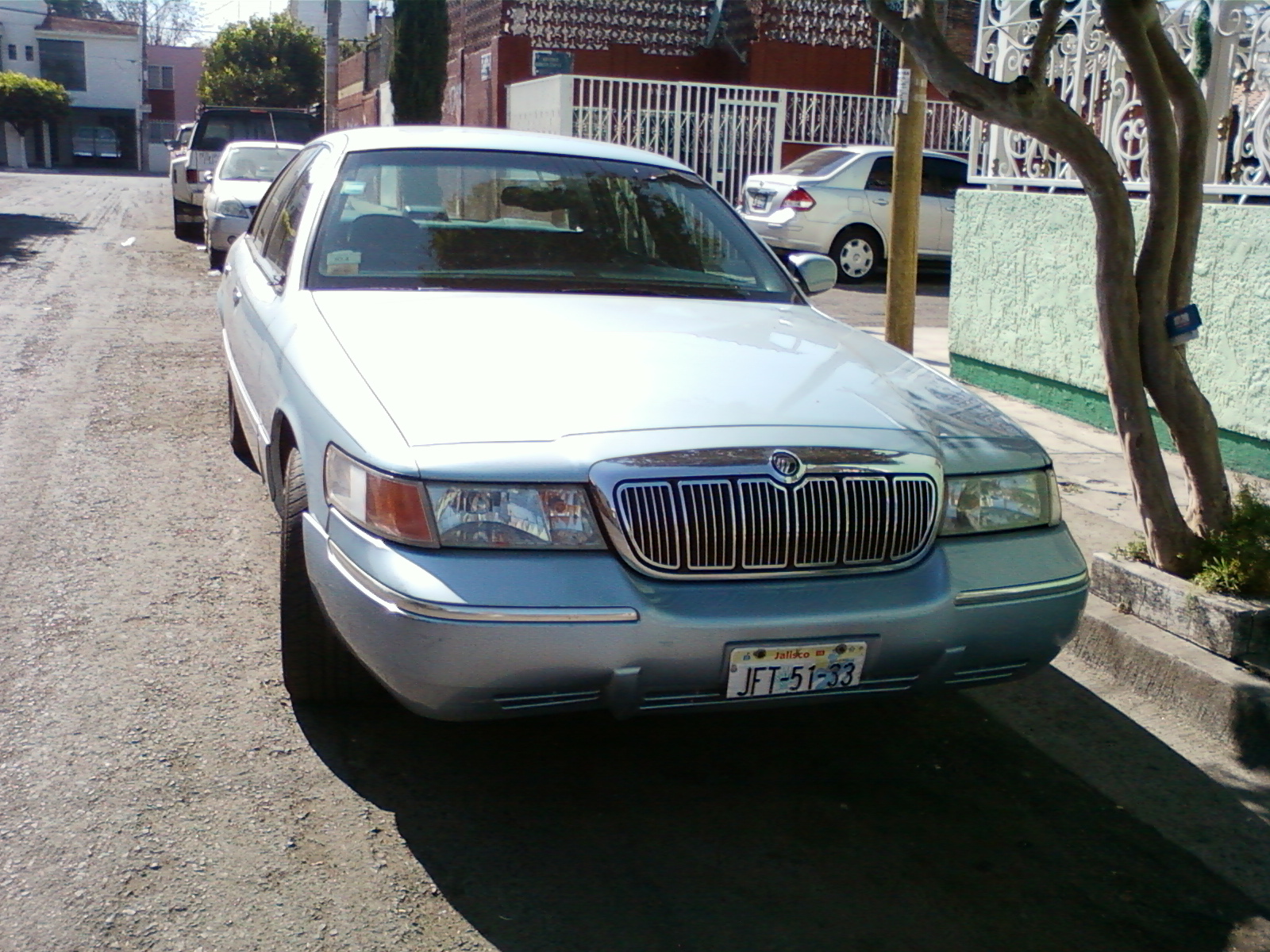
2002 ميركوري جراند ماركيز
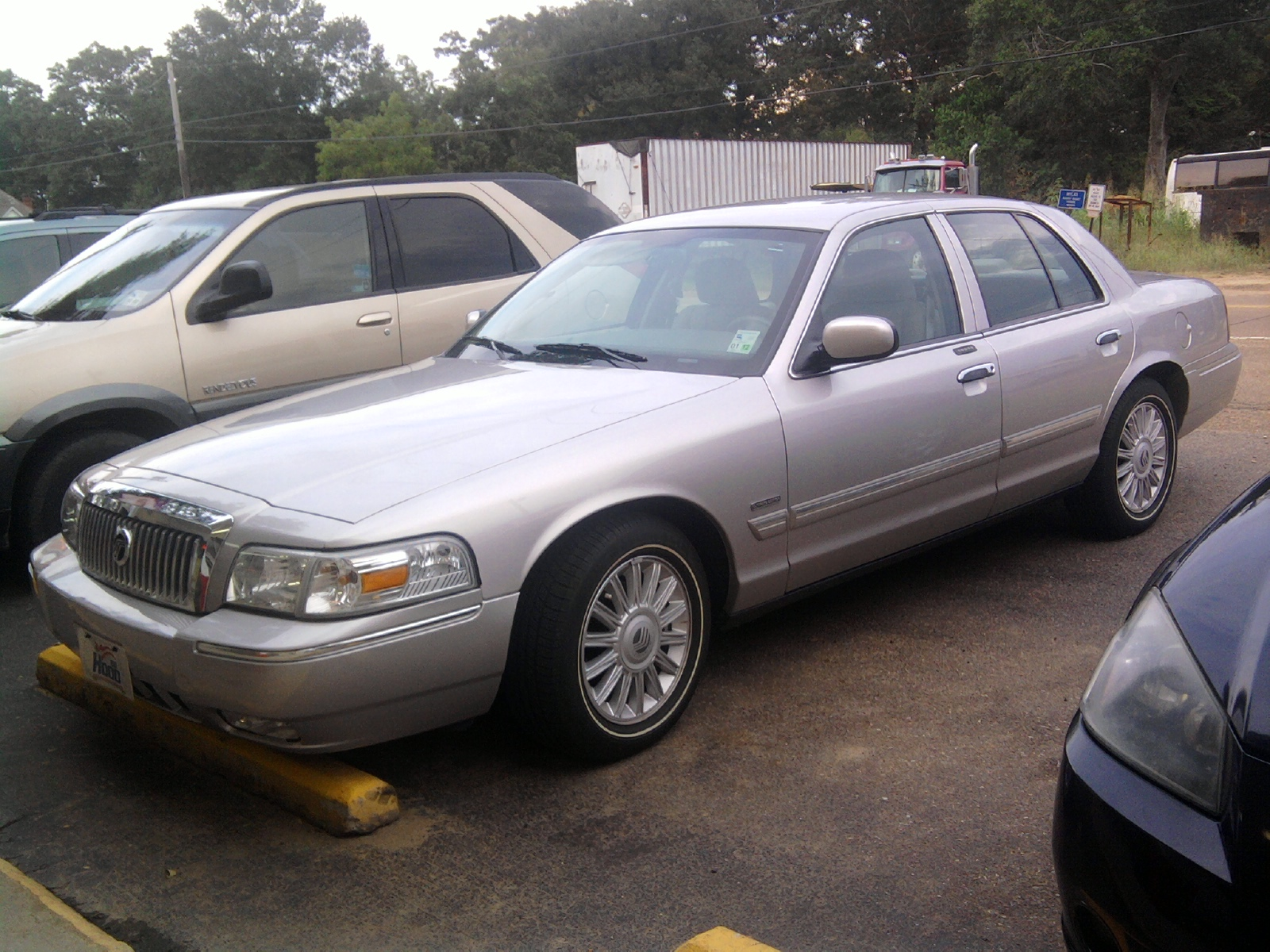
2010 ميركوري جراند ماركيز
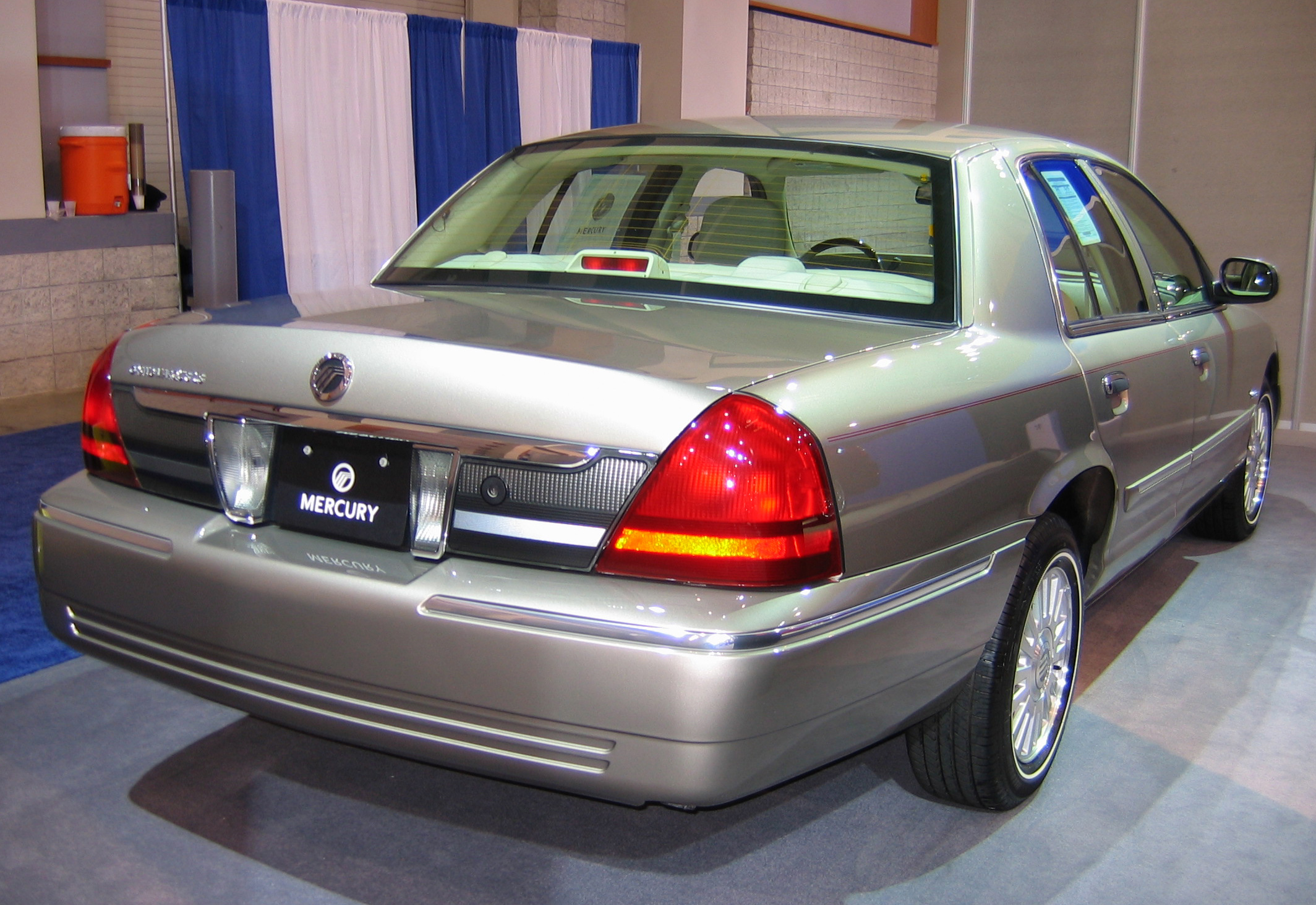
2006 ميركوري جراند ماركيز ال اس
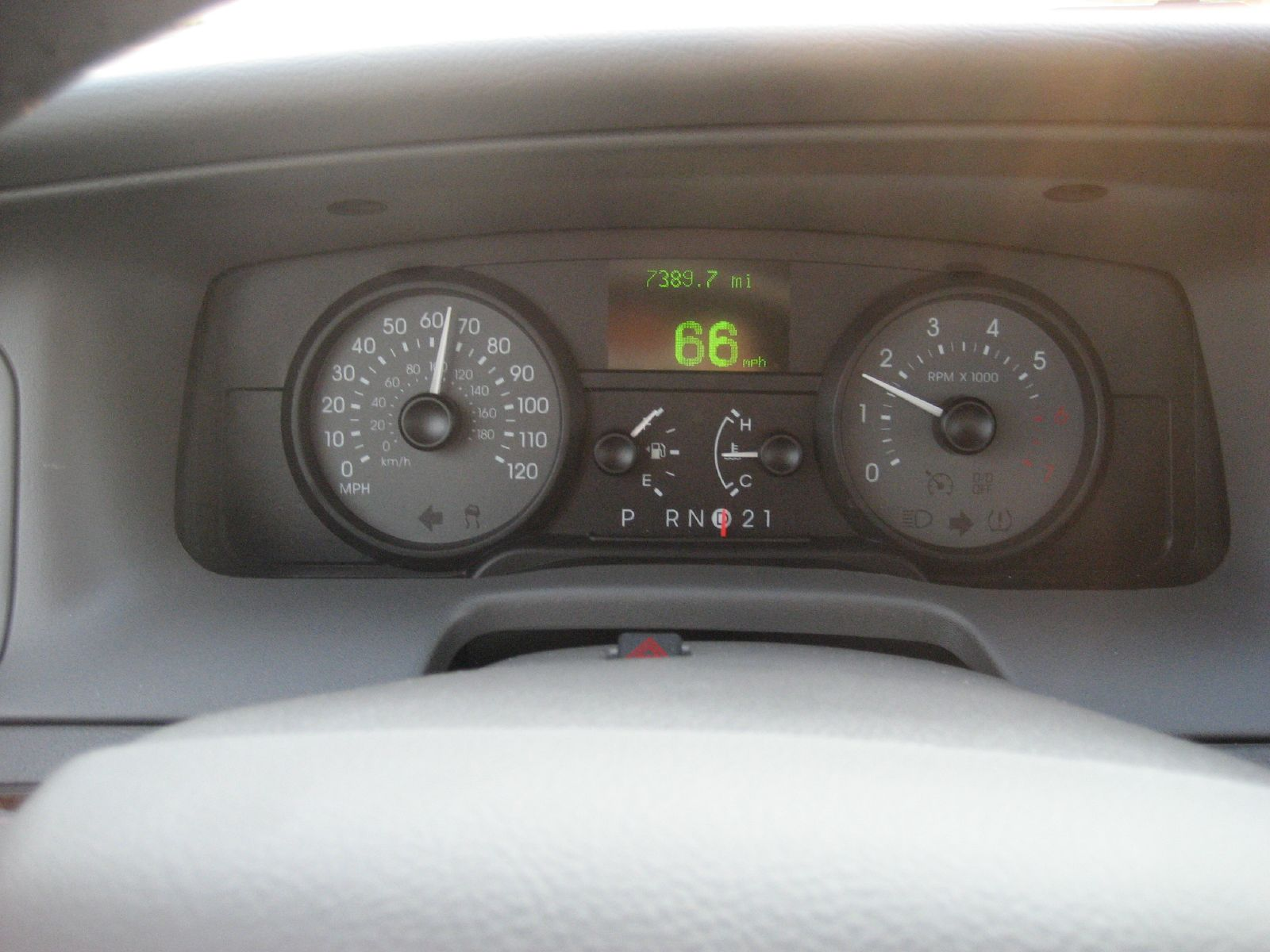
صورة فوتوغرافية للوحة العدادات ميركوري جراند ماركيز 2006-2011
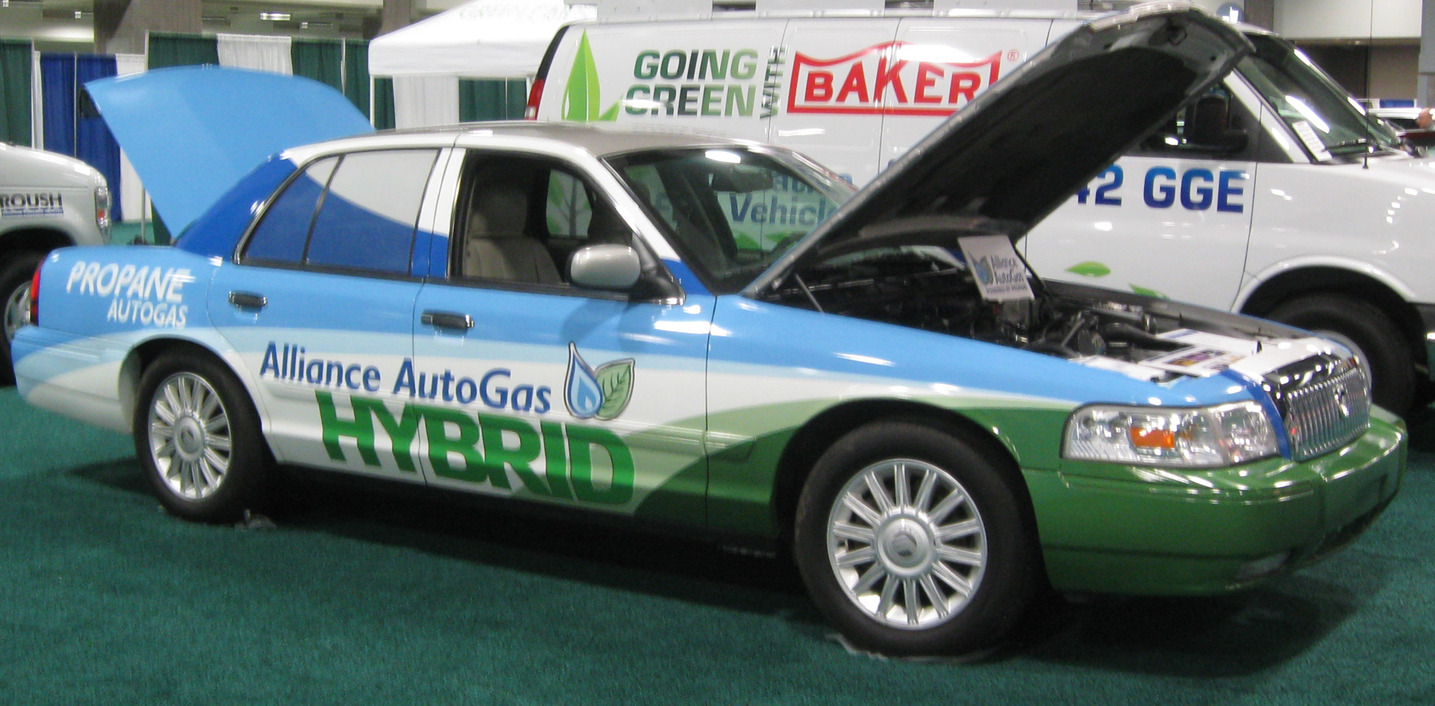
2011 ميركوري جراند ماركيز. تم تحويل هذه السيارة لتعمل على البروبان

### الإنتاج
| سنة     | 2003   | 2004   | 2005  | 2006  | 2007  | 2008  | 2009  | 2010   | 2011 | إجمالي الإنتاج |
| الوحدات | 92.140 | 87.583 | 66133 | 54688 | 50664 | 29766 | 24783 | 28.543 | 248  | 434548         |
| ------- | ------ | ------ | ----- | ----- | ----- | ----- | ----- | ------ | ---- | -------------- |

## التوقف
في 2 يونيو 2010، أعلنت شركة فورد أنها ستنهي إنتاج جميع سيارات ميركوري بحلول نهاية عام 2010 حيث أوقفت العلامة التجارية بعد 72 عاماً. نتيجة للتأخير غير المخطط له في شحنات قطع الغيار، تم إنتاج غراند ماركيز النهائي في 4 يناير 2011 الساعة 7:46 صباحاً. تم إغلاق مصنع توماس اسمبلي في أونتاريو، كندا في سبتمبر 2011، مما وضع حداً لإنتاج فورد كراون فكتوريا ولينكولن تاون كار.
في الإنتاج المستمر لمدة 36 عاماً، كان غراند ماركيز هو أطول ميركوري إنتاجاً. في المجموع، تم إنتاج أكثر من 2.7 مليون، مما يجعلها السيارة الأكثر مبيعاً من قبل العلامة التجارية. من بين طرازات شركة فورد للسيارات في أمريكا الشمالية، تم إنتاج لوحات تحمل أسماء
فورد ايكونولين
فورد موستانج
فورد ثندربيرد
فورد اف - سيريز
لينكولن كونتيننتال لفترة أطول.  
كانت منصة بانثر بمثابة أساس لتصميم غراند ماركيز لمدة 32 عاماً. لم يسبق له مثيل تقريباً من قبل شركات صناعة السيارات الأخرى لطول العمر، فقد ظل المظهر الخارجي لسيارة غراند ماركيز دون تغيير إلى حد كبير خلال آخر 19 عاماً من عمرها الإنتاجي (إلى جانب محركها، شارك طراز 2011 عدداً من لوحات الهيكل مع نظيره في عام 1992).

### الإنتاج
| سنة     | 1983-1991 | 1992-1997 | 1998-2002 | 2003-2011 | إجمالي الإنتاج |
| الوحدات | 988718    | 688107    | 606206    | 434548    | 2,716,679      |
| ------- | --------- | --------- | --------- | --------- | -------------- |

## أسواق التصدير

### أمريكا الشمالية
أثناء إنتاجها، تم بيع غراند ماركيز في جميع أنحاء أمريكا الشمالية، على الرغم من أنها لم تكن دائماً تحمل شارة ميركوري. خارج أمريكا الشمالية، تركزت الصادرات على سوق الشرق الأوسط، حيث كان حجمها الكبير وقوتها V8 من السمات التي لا يزال يبحث عنها المشترون في نهاية الإنتاج.

### كندا
بعد عام 1999، أوقفت شركة فورد الكندية مبيعات فورد كراون فيكتوريا خارج الأساطيل التجارية وإنفاذ القانون، مع التركيز على المبيعات المدنية في كندا على ميركوري غراند ماركيز. بعد عام 2004، تم إلغاء علامة ميركوري التجارية تدريجياً في كندا، على الرغم من أن شركة فورد الكندية ستقوم بتسويق غراند ماركيز من خلال وكلاء فورد. استمرت المبيعات حتى نهاية الإنتاج في عام 2011، حيث تم استبدالها بسيارة فورد توروس المعاد تصميمها والتي تم تقديمها لعام 2010.

### المكسيك
قامت شركة فورد مكسيكو بتسويق ميركوري غراند ماركيز مرتين تحت علامة فورد التجارية.
في عام 1982، تم تقديم غراند ماركيز كبديل لسيارة فورد كراون فكتوريا المحدودة وواغونز، ولكن تم بيعها دائماً في المكسيك كنموذج فورد.  
تم إنتاج وبيع عربة غراند ماركيز للسوق المكسيكية باسم فورد غراند ماركيز كانتري سكوير؛ تم بيعه خلال عام 1984.
من عام 1992 إلى عام 1994 تم تصنيعه في المكسيك. وبعد ذلك تم استيراده من سانت توماس، أونتاريو، كندا. ارتدى غراند ماركيز شارات فورد وميركوري، وقام بتكييف فورد بلو بيضاوية على غطاء صندوق السيارة بعد 1998.
على الرغم من أن فورد غراند ماركيز كان يعتبر نجاحاً في المبيعات في المكسيك وطور سمعة طيبة في الفخامة والهيبة كأغلى لوحة محلية متاحة للبيع، كما هو الحال في الولايات المتحدة، بدأت المبيعات في الانخفاض مع تقدم عمر الطراز.
بالنسبة لعام 2005، استبدلت فورد ماكسيكو سيارة  غراند ماركيز بسيارة فورد 500، التي تم بيعها خلال عام 2007.

### الشرق الأوسط
الشرق الأوسط (دول مجلس التعاون الخليجي) تم تسويق غراند ماركيز ونظيرتها فورد كراون فيكتوريا في الكويت والمملكة العربية السعودية، وهما عضوان في مجلس التعاون الخليجي. عرضت سيارات المواصفات الخليجية في البداية سعراً منخفضاً وموثوقية وبساطة نسبية (مقارنة بسيارات السيدان الفاخرة الألمانية واليابانية) لكن ميركوري غراند ماركيز ذات المواصفات الخليجية بدأت تفقد حصتها في السوق في 2000s تجاه المنافسين المحدثين (مثل هولدن - إنتاج شيفروليه كابريس ودودج تشارجر).

#### التعديل
تم إنتاجها جنباً إلى جنب مع أمثلة أمريكا الشمالية في سانت توماس، أونتاريو-كندا، وتضمنت إصدارات بمواصفات دول مجلس التعاون الخليجي من ميركوري غراند ماركيز العديد من التعديلات الميكانيكية والتطعيمات. تم تزويدها جميعاً بحزمة درجات الحرارة المحيطة والسرعة العالية، وبطارية شديدة التحمل، ومبرد سائل ناقل الحركة الإضافي.
قبل عام 2002، كانت مركبات التصدير تتضمن خيار حذف المحول الحفاز. تم تجهيز جميع أمثلة قاعدة العجلات القياسية بعادم مزدوج حقيقي.
لترقية المناولة، كان غراند ماركيز متاحاً مع حزمة مناولة التصدير كخيار. نظير حزمة المناولة والأداء المباعة في الولايات المتحدة، تتكون حزمة مناولة التصدير من تعليق هوائي خلفي (مع نوابض أكثر صلابة)، وعامود موازنة أمامي أكبر، وعامود موازنة خلفي للخدمة الشاقة. على عكس الولايات المتحدة، احتفظ خيار المواصفات الخليجية بنسبة المحور الخلفي للسهم. قياسياً في طراز ال أس، كانت الحزمة متاحة لأي سيارة غراند ماركيز ذات قاعدة عجلات قياسية بمواصفات دول مجلس التعاون الخليجي. بعد عام 2003، تم تحديد النموذج بواسطة جناح غطاء صندوق السيارة (مشترك مع ميركوري مورادور).
منذ عام 1998، تم تجهيز ميركوري غراند ماركيز بمواصفات دول مجلس التعاون الخليجي بمقاعد أمامية مقسمة 40/20/40 في لينكولن تاون كار (بدلاً من مقعد مقسم بنسبة 50/50). لاستيعاب مناخ الشرق الأوسط، تعد المقاعد المصنوعة من القماش معدات قياسية، مع تنجيد جلدي كخيار. بالإضافة إلى ذلك، لغة العلامات التحذيرية هي اللغة العربية.

#### تباين القطع
تم تجهيز إصدارات الشرق الأوسط من غراند ماركيز بخيارات وميزات مختلفة قليلاً عن نظيراتها في أمريكا الشمالية. قبل عام 2009، كانت ستة مستويات مختلفة متوفرة:
جي أس
جي أس (الراحة)
جي أس أل
أل أس  (تقتصر أل أس إي على منتصف 2001 إلى منتصف 2003 و2005 طراز العام)
أل أس بريميوم
أل أس ألتميت
في عام 2009، كانت طرازات أل أس متوفرة فقط مع ناقل حركة عمود ومقاعد لينكولن تاون كار 40/20/40، متوفرة في قماش فاخر أو تقليم من الجلد.  
جي أي أل هو نموذج ذو قاعدة عجلات طويلة يوفر 152 ملم (6.0 بوصات) من المساحة الإضافية للأرجل للركاب في الخلف. وهي مجهزة مثل طراز أل أس، مع ميزات قياسية مثل مقعد السائق الكهربائي في 8 اتجاهات (مقعد الراكب اليدوي في اتجاهين)، وسائد هوائية جانبية، وعجلة قيادة مغلفة بالجلد، ومرآة للرؤية الخلفية تخفت تلقائياً، وتحكم إلكتروني في المناخ، وقابل للتعديل كهربائياً دواسات، نظام صوتي ممتاز مع قرص مضغوط وشريط، عجلات مقاس 17 بوصة، مرايا أبواب قابلة للتدفئة، مصابيح ضباب وشارات «جي أي أل» الخاصة.
تعد مجموعة العدادات الاختيارية قياسية، مع عناصر تحكم موجودة في وسط لوحة القيادة، بين الوحدة الأمامية وأدوات التحكم في المناخ. في أمريكا الشمالية، كان هذا الطراز متاحاً فقط لعملاء الأساطيل كإصدار تجاري (تاكسي) من فورد كراون فكتوريا.
بالنسبة لعام 2009، كان غراند ماركيز متاحاً فقط في مستويين مختلفين من القطع: جي أس أل وأل أس، وكلاهما كانا متطابقين تقريباً من حيث الميزات والخيارات.
كان أل أس نموذجاً من طراز فليت، والذي كان غير راضٍ بشكل كبير، وفقد الميزات القياسية مرة واحدة مثل وحدة التحكم العلوية مع بوصلة ومقعد الركاب الكهربائي. تم إسقاط حزمة مناولة التصدير، مما أدى إلى القضاء على ميزات مثل ميركوري ماورادو ونظام التعليق الهوائي الخلفي.
بالنسبة لعام 2010، ظهر طراز جي أس مرة أخرى في التشكيلة، وأصبحت العديد من الميزات (مثل جناح ميركوري ماورادو) متاحة كخيارات قائمة بذاتها. تم وضع حزمة مناولة التصدير بشكل قياسي إلى جانب مقعد الراكب الكهربائي.
في الكويت، لم يكن طراز أل أس (M7F) متاحاً لعامة الناس في عام 2010، حيث تم بيعه بكثافة لمشتري الأساطيل، مثل وزارة الدفاع ووزارة الداخلية ووزارة الصحة وشركة نفط الكويت المملوكة للدولة،  حيث يتم منحها للموظفين كمزايا إضافية.
بالنسبة لعام 2011، تم استبدال جي أس أل بقاعدة العجلات الطويلة بـجي أس، وتم توفير طراز أل أس مرة أخرى لعامة الناس في الكويت.  

يظل إصدار ألتميت أل أس نموذجا من طراز فليت ويختلف قليلاً عن جي أس، فهو مزود بمقاعد جلدية، وتحكم إلكتروني أوتوماتيكي في درجة الحرارة (EATC)، ومرآة رؤية خلفية معتمة تلقائياً. لم يعد الدعم القطني متاحاً.

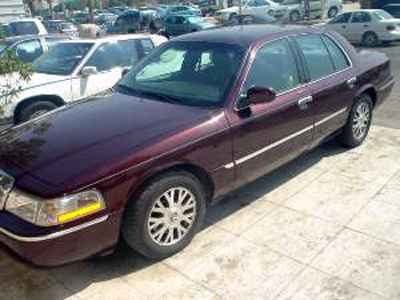
جراند ماركيز أل أس بمواصفات خليجي 2003
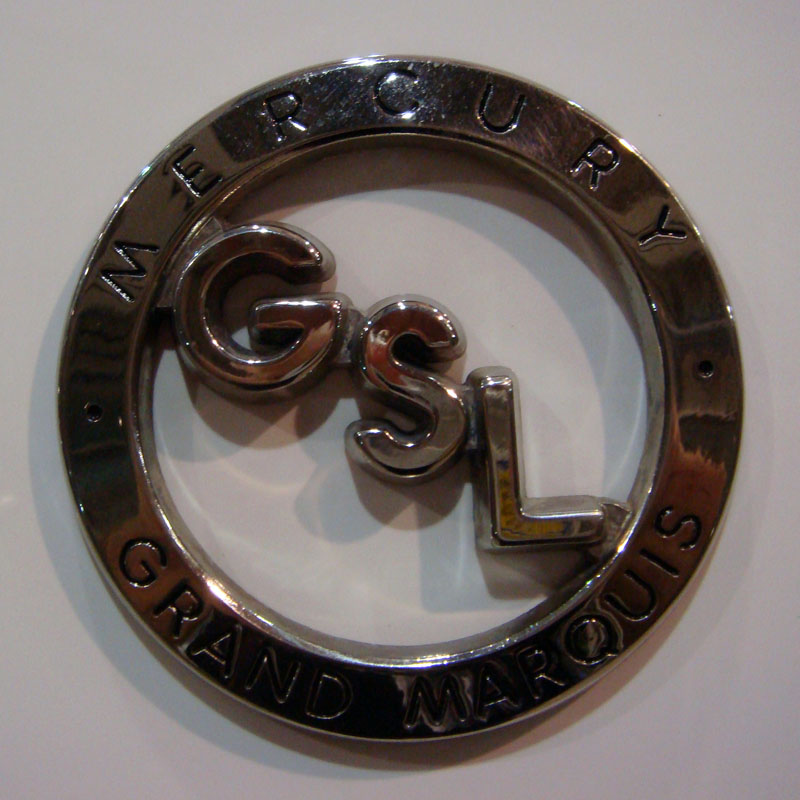
شعار جي أس أل على سي بيلر 2009

## ذات صلة
منصة فورد بانثر

## روابط خارجية
وسائل الإعلام المتعلقة بميركوري غراند ماركيز في ويكيميديا كومنز

## معرض صور

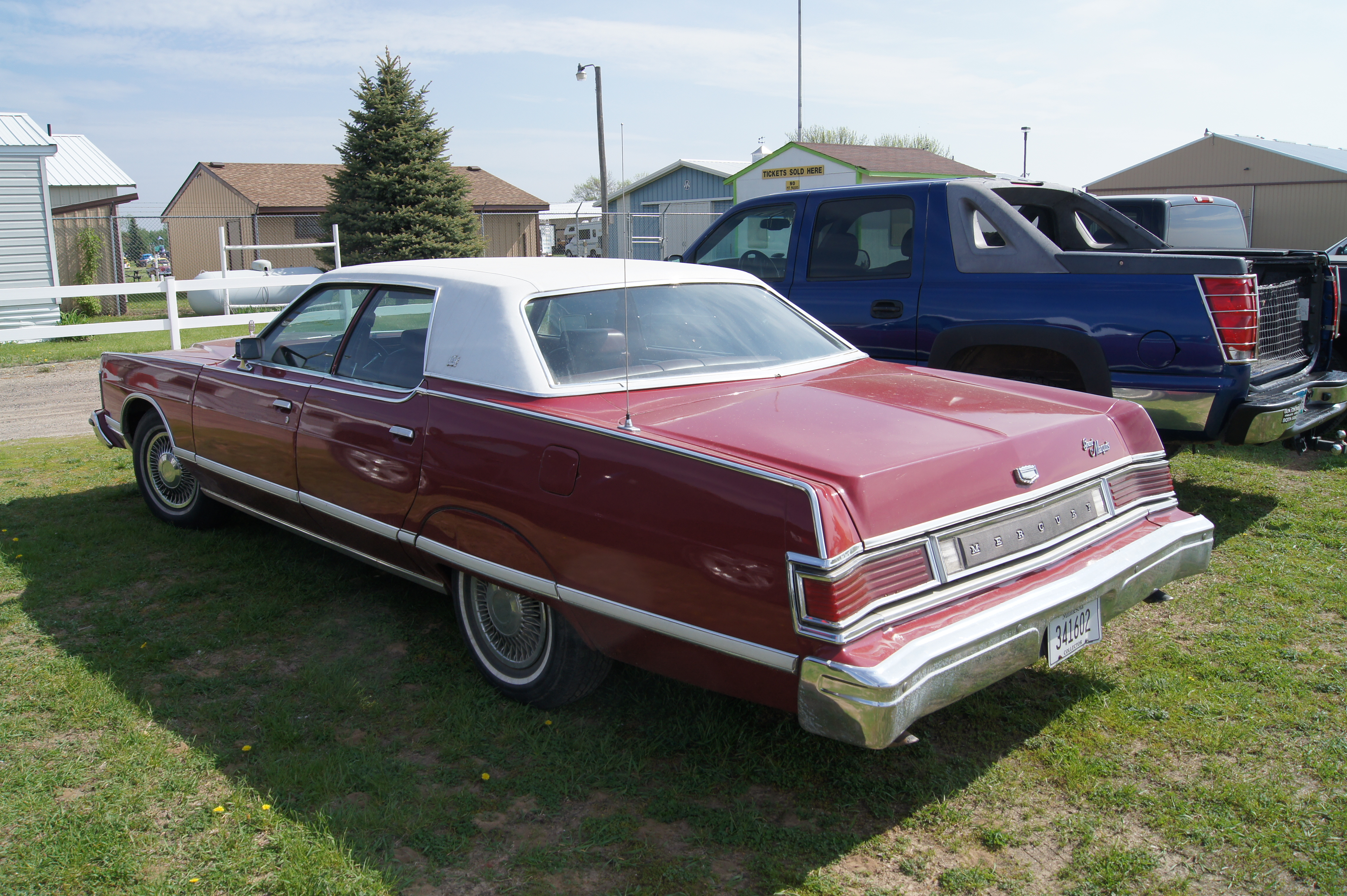
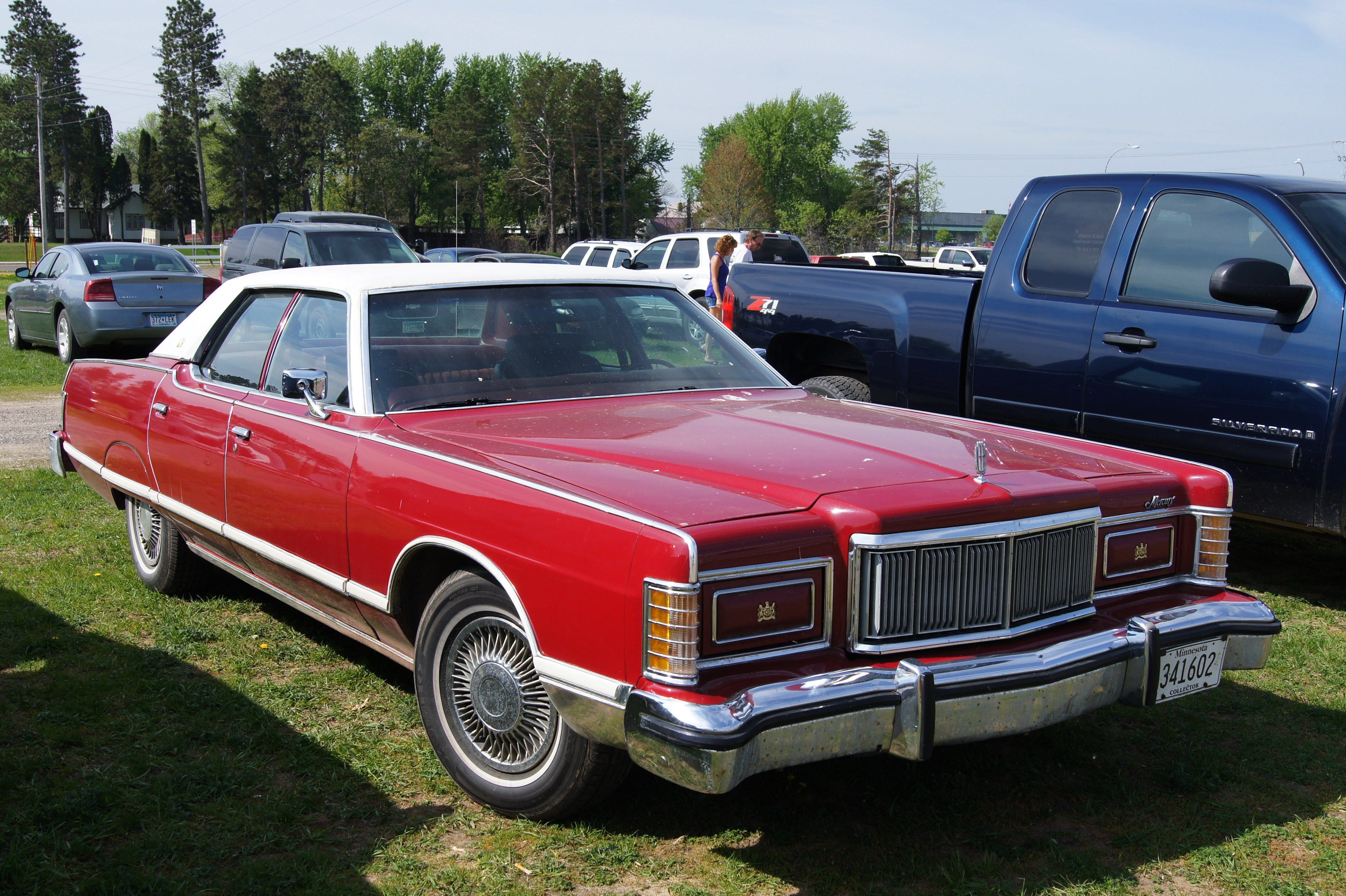
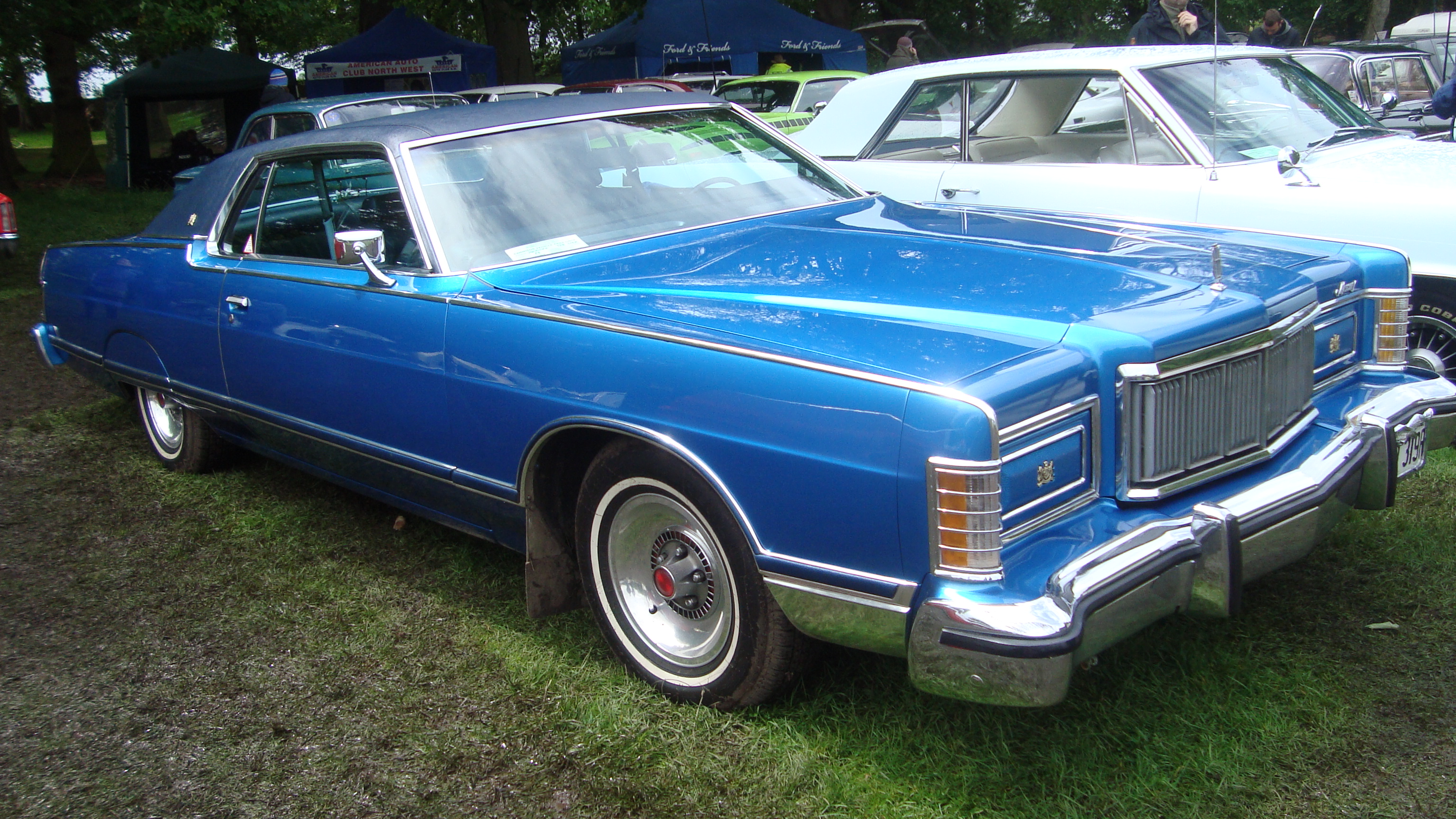
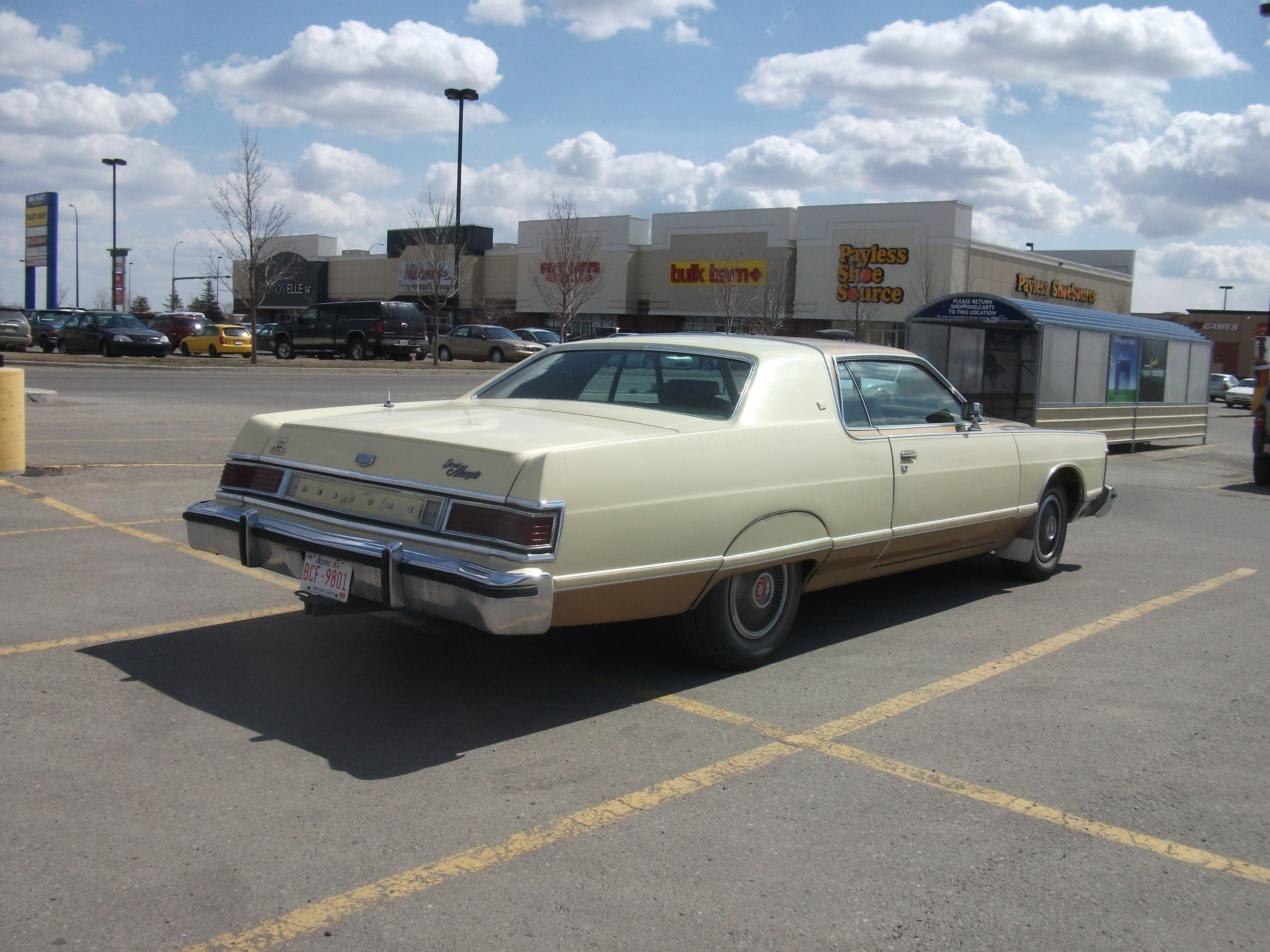